# Llista de topònims de Naut Aran
Llista de topònims (noms propis de lloc) del municipi de Naut Aran, a la Val d'Aran
Informació actualitzada per un bot. Els canvis manuals es perdran quan s'actualitzi!

## borda
| imatge | Nom                        | Ubicat a  | instància de | Detalls                     | coordenades                                                                    | Protecció                                  | Commons (més fotos) | Dades a WD                    |
| ------ | -------------------------- | --------- | ------------ | --------------------------- | ------------------------------------------------------------------------------ | ------------------------------------------ | ------------------- | ----------------------------- |
|        | Barraca de Rius            | Naut Aran | borda        |                             | 42° 38′ 23″ N, 0° 48′ 29″ E / 42.6396625029256°N,0.808188859397525°E           |                                            |                     | Modifica les dades a Wikidata |
|        | Borda dera Casa des de Roy | Naut Aran | borda        | Estil: arquitectura popular |                                                                                | bé integrant del patrimoni cultural català |                     | Modifica les dades a Wikidata |
|        | Bòrda d'Eloi               | Naut Aran | borda        |                             | 42° 39′ 28″ N, 0° 55′ 19″ E / 42.6577306249426°N,0.921896923356795°E           |                                            |                     | Modifica les dades a Wikidata |
|        | Bòrda d'Espà               | Naut Aran | borda        |                             | 42° 39′ 26″ N, 0° 55′ 41″ E / 42.6572655628644°N,0.928037026121476°E           |                                            |                     | Modifica les dades a Wikidata |
|        | Bòrda de Bandolèr          | Naut Aran | borda        |                             | 42° 42′ 16″ N, 0° 56′ 17″ E / 42.704372°N,0.93815°E 1689 msnm                  |                                            |                     | Modifica les dades a Wikidata |
|        | Bòrda de Barbarà           | Naut Aran | borda        |                             | 42° 42′ 06″ N, 0° 55′ 57″ E / 42.7017775061972°N,0.932502796566524°E           |                                            |                     | Modifica les dades a Wikidata |
|        | Bòrda de Joangran          | Naut Aran | borda        |                             | 42° 39′ 27″ N, 0° 55′ 54″ E / 42.6575468059203°N,0.931639026341369°E           |                                            |                     | Modifica les dades a Wikidata |
|        | Bòrda de Sièrra            | Naut Aran | borda        |                             | 42° 43′ 15″ N, 0° 54′ 50″ E / 42.7209158286535°N,0.913779909331234°E           |                                            |                     | Modifica les dades a Wikidata |
|        | Bòrda dera Planhèra        | Naut Aran | borda        |                             | 42° 39′ 39″ N, 0° 51′ 47″ E / 42.6609324408476°N,0.862968672377459°E           |                                            |                     | Modifica les dades a Wikidata |
|        | Bòrda des de Père          | Naut Aran | borda        | Estat: ruïnós               | 42° 42′ 17″ N, 0° 56′ 05″ E / 42.7048092273205°N,0.934831893556358°E 1648 msnm |                                            |                     | Modifica les dades a Wikidata |
|        | Bòrda des de Tana          | Naut Aran | borda        |                             | 42° 42′ 23″ N, 0° 54′ 09″ E / 42.7063301909978°N,0.902583600493158°E           |                                            |                     | Modifica les dades a Wikidata |
|        | Cabana d'Arenho            | Naut Aran | borda        |                             | 42° 44′ 47″ N, 0° 53′ 12″ E / 42.7465°N,0.88667°E                              |                                            |                     | Modifica les dades a Wikidata |
|        | Cabana de Coriedo          | Naut Aran | borda        |                             | 42° 39′ 58″ N, 0° 51′ 27″ E / 42.6662405445136°N,0.857405640349591°E           |                                            |                     | Modifica les dades a Wikidata |
|        | Cabana de Corilha          | Naut Aran | borda        |                             | 42° 43′ 15″ N, 0° 53′ 07″ E / 42.7208597980701°N,0.885203663892618°E           |                                            |                     | Modifica les dades a Wikidata |
|        | Cabana de Gessa            | Naut Aran | borda        |                             | 42° 44′ 12″ N, 0° 57′ 45″ E / 42.736772652599°N,0.9623966020192°E 1931 msnm    |                                            | Cabana de Gessa     | Modifica les dades a Wikidata |
|        | Cabana de Locampo          | Naut Aran | borda        |                             | 42° 39′ 26″ N, 0° 58′ 09″ E / 42.6572176357457°N,0.969093048111422°E           |                                            |                     | Modifica les dades a Wikidata |
|        | Cabana de Loseron          | Naut Aran | borda        |                             | 42° 39′ 20″ N, 0° 53′ 06″ E / 42.6556853611087°N,0.884949960972915°E           |                                            |                     | Modifica les dades a Wikidata |
|        | Cabana de Manèl de Pinson  | Naut Aran | borda        |                             | 42° 40′ 10″ N, 0° 57′ 30″ E / 42.6694279434811°N,0.958420641031453°E           |                                            |                     | Modifica les dades a Wikidata |
|        | Cabana de Marimanha        | Naut Aran | borda        |                             | 42° 44′ 10″ N, 1° 01′ 42″ E / 42.736127074171°N,1.0283831684191°E              |                                            |                     | Modifica les dades a Wikidata |
|        | Cabana de Montcasau        | Naut Aran | borda        |                             | 42° 38′ 29″ N, 0° 54′ 04″ E / 42.6414933413219°N,0.901104483896289°E           |                                            |                     | Modifica les dades a Wikidata |
|        | Cabana de Moredo           | Naut Aran | borda        |                             | 42° 44′ 55″ N, 0° 53′ 55″ E / 42.7485700975968°N,0.898508048836633°E           |                                            |                     | Modifica les dades a Wikidata |
|        | Cabana de Porèra           | Naut Aran | borda        |                             | 42° 40′ 28″ N, 0° 56′ 13″ E / 42.6744108261793°N,0.936986271620426°E           |                                            |                     | Modifica les dades a Wikidata |
|        | Cabana de Pruedo           | Naut Aran | borda        |                             | 42° 39′ 31″ N, 0° 53′ 56″ E / 42.6585628127261°N,0.898907550830593°E 1951 msnm |                                            | Cabana de Pruedo    | Modifica les dades a Wikidata |
|        | Cabana de Rius             | Naut Aran | borda        |                             | 42° 38′ 32″ N, 0° 51′ 07″ E / 42.6422369036098°N,0.851850584455617°E           |                                            |                     | Modifica les dades a Wikidata |
|        | Cabana de Sendrosa         | Naut Aran | borda        |                             | 42° 38′ 50″ N, 0° 57′ 31″ E / 42.6473343556551°N,0.958704431165044°E           |                                            |                     | Modifica les dades a Wikidata |
|        | Cabana der Arriu Malo      | Naut Aran | borda        |                             | 42° 42′ 18″ N, 0° 57′ 21″ E / 42.7049334483313°N,0.955804168257668°E           |                                            |                     | Modifica les dades a Wikidata |
|        | Cabana dera Montanheta     | Naut Aran | borda        |                             | 42° 38′ 13″ N, 0° 55′ 31″ E / 42.637053138115°N,0.9254065164636°E              |                                            |                     | Modifica les dades a Wikidata |
|        | Cabana dera Productòra     | Naut Aran | borda        |                             | 42° 38′ 30″ N, 0° 51′ 16″ E / 42.6417881058187°N,0.85432989427278°E            |                                            |                     | Modifica les dades a Wikidata |
|        | Cabana dera Sèrra          | Naut Aran | borda        |                             | 42° 43′ 12″ N, 0° 55′ 39″ E / 42.719937865911°N,0.92753121364714°E             |                                            |                     | Modifica les dades a Wikidata |
|        | Cabana des Calhaus         | Naut Aran | borda        |                             | 42° 46′ 06″ N, 0° 54′ 36″ E / 42.768246374374°N,0.91003204715451°E 1908 msnm   |                                            | Cabana des Calhaus  | Modifica les dades a Wikidata |
|        | Cabana des Cardoses        | Naut Aran | borda        |                             | 42° 43′ 18″ N, 0° 55′ 15″ E / 42.7217454677907°N,0.920774610189833°E           |                                            |                     | Modifica les dades a Wikidata |
|        | Cabana des Corralets       | Naut Aran | borda        |                             | 42° 43′ 44″ N, 0° 56′ 56″ E / 42.7288910197104°N,0.948983372455321°E           |                                            |                     | Modifica les dades a Wikidata |
|        | Cabana des Gavachis        | Naut Aran | borda        |                             | 42° 45′ 02″ N, 0° 57′ 58″ E / 42.7504654111065°N,0.966050130211682°E           |                                            |                     | Modifica les dades a Wikidata |
|        | Cabana des Pletes de Beret | Naut Aran | borda        |                             | 42° 43′ 47″ N, 0° 58′ 16″ E / 42.729724624714°N,0.97117759389747°E             |                                            |                     | Modifica les dades a Wikidata |
|        | Cabana des de Tonet        | Naut Aran | borda        |                             | 42° 39′ 52″ N, 0° 55′ 12″ E / 42.6645398329992°N,0.919986197526536°E           |                                            |                     | Modifica les dades a Wikidata |
|        | Cabana deth Bòsc Escuro    | Naut Aran | borda        |                             | 42° 39′ 54″ N, 0° 55′ 23″ E / 42.6650447133779°N,0.922995440148036°E           |                                            |                     | Modifica les dades a Wikidata |
|        | Cabana deth Chè            | Naut Aran | borda        |                             | 42° 42′ 34″ N, 0° 53′ 33″ E / 42.7095381183889°N,0.892401763557798°E           |                                            |                     | Modifica les dades a Wikidata |
|        | Cabana deth Horcalh        | Naut Aran | borda        |                             | 42° 46′ 23″ N, 0° 58′ 32″ E / 42.7729957383286°N,0.975690195958051°E           |                                            |                     | Modifica les dades a Wikidata |
|        | Cabana deth Pas Estret     | Naut Aran | borda        |                             | 42° 47′ 35″ N, 0° 53′ 18″ E / 42.793063218324°N,0.88841098266886°E             |                                            |                     | Modifica les dades a Wikidata |
|        | Cabana deth Vaquèr         | Naut Aran | borda        |                             | 42° 40′ 24″ N, 0° 50′ 20″ E / 42.673271982865°N,0.83877785680258°E             |                                            |                     | Modifica les dades a Wikidata |
|        | Cabana deth Vertedèro      | Naut Aran | borda        |                             | 42° 39′ 03″ N, 0° 56′ 02″ E / 42.6508962999814°N,0.933872357666651°E           |                                            |                     | Modifica les dades a Wikidata |
|        | Casa dera Productòra       | Naut Aran | borda        |                             | 42° 39′ 59″ N, 0° 57′ 57″ E / 42.666363634665°N,0.965866697859351°E            |                                            |                     | Modifica les dades a Wikidata |
|        | Corrau d'Unha              | Naut Aran | borda        |                             | 42° 44′ 18″ N, 0° 54′ 59″ E / 42.7382604200158°N,0.916301250730792°E           |                                            |                     | Modifica les dades a Wikidata |
|        | Corrau de Ruda             | Naut Aran | borda        |                             | 42° 41′ 16″ N, 0° 56′ 29″ E / 42.6878716235859°N,0.941386652709802°E           |                                            |                     | Modifica les dades a Wikidata |
|        | Corrau des Losèrs          | Naut Aran | borda        |                             | 42° 42′ 45″ N, 0° 50′ 53″ E / 42.7123970738869°N,0.848100470593215°E           |                                            |                     | Modifica les dades a Wikidata |
|        | Corrau des Oelhes          | Naut Aran | borda        |                             | 42° 42′ 49″ N, 0° 53′ 46″ E / 42.7135229097329°N,0.896076840962792°E           |                                            |                     | Modifica les dades a Wikidata |
|        | Corrau deth Bandolèr       | Naut Aran | borda        |                             | 42° 42′ 16″ N, 0° 56′ 21″ E / 42.704502489503°N,0.939298600077033°E            |                                            |                     | Modifica les dades a Wikidata |
|        | Corrau deth Bòsc           | Naut Aran | borda        |                             | 42° 43′ 10″ N, 0° 54′ 36″ E / 42.7195243336598°N,0.910065059998797°E           |                                            |                     | Modifica les dades a Wikidata |
|        | Corraus d'Espanha          | Naut Aran | borda        |                             | 42° 39′ 31″ N, 0° 55′ 11″ E / 42.6584932954019°N,0.919760802670995°E           |                                            |                     | Modifica les dades a Wikidata |
|        | Corraus deth Coret         | Naut Aran | borda        |                             | 42° 42′ 22″ N, 0° 57′ 33″ E / 42.7060291633525°N,0.959174792031347°E           |                                            |                     | Modifica les dades a Wikidata |
|        | Corraus deth Coret         | Naut Aran | borda        |                             | 42° 42′ 23″ N, 0° 56′ 45″ E / 42.7064469717708°N,0.945778856211611°E           |                                            |                     | Modifica les dades a Wikidata |
|        | Era Coma                   | Naut Aran | borda        |                             | 42° 42′ 55″ N, 0° 50′ 56″ E / 42.7153004889653°N,0.848781664389152°E           |                                            |                     | Modifica les dades a Wikidata |
|        | Eth Santet                 | Naut Aran | borda        |                             | 42° 45′ 26″ N, 0° 59′ 11″ E / 42.7571100036889°N,0.986362422950119°E           |                                            |                     | Modifica les dades a Wikidata |
|        | Pleta Barbarà              | Naut Aran | borda        |                             | 42° 37′ 58″ N, 0° 56′ 05″ E / 42.6327939954251°N,0.934764187607142°E           |                                            |                     | Modifica les dades a Wikidata |

## casa
| imatge | Nom                            | Ubicat a  | instància de | Detalls | coordenades                                                                                        | Protecció                                            | Commons (més fotos) | Dades a WD                    |
| ------ | ------------------------------ | --------- | ------------ | --- | -------------------------------------------------------------------------------------------------- | ---------------------------------------------------- | ------------------- | ----------------------------- |
|        | Casa Ademà                     | Unha      | casa         | Estil: arquitectura popular arquitectura barroca                                                                       | 42° 42′ 39″ N, 0° 54′ 11″ E / 42.71086°N,0.90309°E                                                 | bé integrant del patrimoni cultural català           |                     | Modifica les dades a Wikidata |
|        | Casa Heredero                  | Naut Aran | casa         | Arquitecte: Oriol Bohigas i Guardiola Josep Maria Martorell i Codina David Mackay Estil: arquitectura postmoderna 1965 | 42° 42′ 13″ N, 0° 55′ 14″ E / 42.703603°N,0.92064°E ca:Ctra. de Vielha a Vaquèira, km 36 1438 msnm | bé integrant del patrimoni cultural català           |                     | Modifica les dades a Wikidata |
|        | Casa Laurens                   | Salardú   | casa         | Estil: arquitectura del Renaixement 16th century                                                                       | oc:C. Major, Salardú                                                                               | bé integrant del patrimoni cultural català           |                     | Modifica les dades a Wikidata |
|        | Casa Madames                   | Arties    | casa         | Estil: arquitectura neoclàssica                                                                                        | 42° 41′ 55″ N, 0° 52′ 17″ E / 42.6985°N,0.871384°E                                                 | bé integrant del patrimoni cultural català           | Casa Madames        | Modifica les dades a Wikidata |
|        | Casa Nyeu                      | Salardú   | casa         | | 42° 42′ 25″ N, 0° 54′ 04″ E / 42.70693°N,0.901154°E ca:Plaça Major, 1                              | bé integrant del patrimoni cultural català           |                     | Modifica les dades a Wikidata |
|        | Casa Pardia                    | Gessa     | casa         | Estil: arquitectura popular                                                                                            | | bé integrant del patrimoni cultural català           |                     | Modifica les dades a Wikidata |
|        | Casa Paulet                    | Arties    | casa         | Estil: arquitectura del Renaixement                                                                                    | 42° 41′ 56″ N, 0° 52′ 18″ E / 42.6989°N,0.871596°E ca:Plaça Ortau, 3                               | bé integrant del patrimoni cultural català           | Casa Paulet         | Modifica les dades a Wikidata |
|        | Casa des de Benito             | Gessa     | casa         | Estil: arquitectura popular                                                                                            | | bé integrant del patrimoni cultural català           |                     | Modifica les dades a Wikidata |
|        | Casa des de Che                | Gessa     | casa         | Estil: arquitectura popular                                                                                            | | bé integrant del patrimoni cultural català           |                     | Modifica les dades a Wikidata |
|        | Casa des de Magí               | Gessa     | casa         | Estil: arquitectura popular                                                                                            | | bé integrant del patrimoni cultural català           |                     | Modifica les dades a Wikidata |
|        | Casa des de Pau                | Bagergue  | casa         | Estil: arquitectura popular                                                                                            | | bé integrant del patrimoni cultural català           |                     | Modifica les dades a Wikidata |
|        | Casa des de Solé               | Garòs     | casa         | Estil: arquitectura del Renaixement                                                                                    | 42° 28′ 14″ N, 2° 58′ 16″ E / 42.4704719614722°N,2.9712107312439855°E                              | bé integrant del patrimoni cultural català           |                     | Modifica les dades a Wikidata |
|        | Casa des de Trageta            | Bagergue  | casa         | Estil: arquitectura popular                                                                                            | | bé integrant del patrimoni cultural català           |                     | Modifica les dades a Wikidata |
|        | Casal de Brastet               | Unha      | casa         | Estil: arquitectura del Renaixement 16th century                                                                       | 42° 42′ 40″ N, 0° 54′ 14″ E / 42.711142°N,0.903783°E ca:Carrer Major oc:Carrèr Major 1280 msnm     | bé d'interès cultural bé cultural d'interès nacional | Çò de Brastet       | Modifica les dades a Wikidata |
|        | casa a la plaça Major de Gessa | Gessa     | casa         | Estil: arquitectura popular                                                                                            | 42° 42′ 20″ N, 0° 53′ 24″ E / 42.70556°N,0.88991°E                                                 | bé integrant del patrimoni cultural català           |                     | Modifica les dades a Wikidata |
|        | casa al carrer Major, 24       | Gessa     | casa         | Estil: arquitectura popular                                                                                            | 42° 42′ 19″ N, 0° 53′ 21″ E / 42.70525°N,0.88928°E                                                 | bé integrant del patrimoni cultural català           |                     | Modifica les dades a Wikidata |
|        | Çò de Cavalhero                | Gessa     | casa         | Estil: arquitectura popular                                                                                            | | bé integrant del patrimoni cultural català           |                     | Modifica les dades a Wikidata |
|        | Çò de Mateo                    | Gessa     | casa         | | 42° 42′ 23″ N, 0° 53′ 26″ E / 42.7063°N,0.89059°E                                                  | bé integrant del patrimoni cultural català           |                     | Modifica les dades a Wikidata |
|        | Çò des Piro                    | Garòs     | casa         | Estil: arquitectura gòtica arquitectura del Renaixement                                                                | 42° 42′ 02″ N, 0° 50′ 38″ E / 42.700664°N,0.843987°E                                               | bé integrant del patrimoni cultural català           | Çò des Piro         | Modifica les dades a Wikidata |
|        | Çò des d'Albèrto               | Arties    | casa         | Estil: arquitectura popular                                                                                            | | bé integrant del patrimoni cultural català           |                     | Modifica les dades a Wikidata |
|        | Çò des d'Aloi de Baish         | Salardú   | casa         | Estil: arquitectura popular                                                                                            | 42° 42′ 24″ N, 0° 54′ 00″ E / 42.706551°N,0.899931°E                                               | bé integrant del patrimoni cultural català           |                     | Modifica les dades a Wikidata |
|        | Çò des de Baile                | Unha      | casa         | Estil: arquitectura popular                                                                                            | | bé integrant del patrimoni cultural català           |                     | Modifica les dades a Wikidata |
|        | Çò des de Frances              | Garòs     | casa         | Estil: arquitectura popular                                                                                            | | bé integrant del patrimoni cultural català           |                     | Modifica les dades a Wikidata |
|        | Çò des de Gaston               | Unha      | casa         | Estil: arquitectura popular                                                                                            | | bé integrant del patrimoni cultural català           |                     | Modifica les dades a Wikidata |
|        | Çò des de Gercho               | Tredòs    | casa         | Estil: arquitectura popular                                                                                            | 42° 42′ 09″ N, 0° 54′ 52″ E / 42.70237°N,0.91453°E                                                 | bé integrant del patrimoni cultural català           |                     | Modifica les dades a Wikidata |
|        | Çò des de Joan                 | Bagergue  | casa         | Estil: arquitectura popular                                                                                            | | bé integrant del patrimoni cultural català           |                     | Modifica les dades a Wikidata |
|        | Çò des de Laurenç              | Garòs     | casa         | Estil: arquitectura popular                                                                                            | | bé integrant del patrimoni cultural català           |                     | Modifica les dades a Wikidata |
|        | Çò des de Lòi                  | Salardú   | casa         | Estil: arquitectura popular 19th century                                                                               | 42° 42′ 25″ N, 0° 54′ 05″ E / 42.706842°N,0.901347°E ca:Pl. Major, Salardú 1254 msnm               | bé integrant del patrimoni cultural català           |                     | Modifica les dades a Wikidata |
|        | Çò des de Marianna             | Arties    | casa         | Estil: arquitectura popular                                                                                            | 42° 41′ 52″ N, 0° 52′ 11″ E / 42.6979°N,0.869792°E                                                 | bé integrant del patrimoni cultural català           |                     | Modifica les dades a Wikidata |
|        | Çò des de Mateuet              | Garòs     | casa         | Estil: arquitectura popular                                                                                            | 42° 42′ 03″ N, 0° 50′ 40″ E / 42.70088°N,0.84457°E oc:carrèr deth Fònt, 1, Garòs                   | bé integrant del patrimoni cultural català           |                     | Modifica les dades a Wikidata |
|        | Çò des de Menginat             | Bagergue  | casa         | Estil: arquitectura popular                                                                                            | 42° 42′ 30″ N, 0° 54′ 14″ E / 42.708439180408114°N,0.9038070807783656°E                            | bé cultural d'interès local                          |                     | Modifica les dades a Wikidata |
|        | Çò des de Nella                | Arties    | casa         | Estil: arquitectura popular                                                                                            | | bé integrant del patrimoni cultural català           |                     | Modifica les dades a Wikidata |
|        | Çò des de Servató              | Tredòs    | casa         | Estil: arquitectura popular                                                                                            | | bé integrant del patrimoni cultural català           |                     | Modifica les dades a Wikidata |
|        | Çò des dera Estudianta         | Arties    | casa         | Estil: arquitectura popular                                                                                            | | bé integrant del patrimoni cultural català           |                     | Modifica les dades a Wikidata |

## casa forta
| imatge | Nom          | Ubicat a | instància de | Detalls                                  | coordenades                                                                                  | Protecció                                            | Commons (més fotos) | Dades a WD                    |
| ------ | ------------ | -------- | ------------ | ---------------------------------------- | -------------------------------------------------------------------------------------------- | ---------------------------------------------------- | ------------------- | ----------------------------- |
|        | Casa Portolà | Arties   | casa forta   | 16th century                             | 42° 42′ 03″ N, 0° 52′ 21″ E / 42.7007°N,0.872467°E ca:Carrer Major oc:Carrèr Major 1140 msnm | bé d'interès cultural bé cultural d'interès nacional | Casa Portolà        | Modifica les dades a Wikidata |
|        | Casa Rosa    | Gessa    | casa forta   | Estil: arquitectura popular 16th century | 42° 42′ 20″ N, 0° 53′ 24″ E / 42.70555°N,0.89008°E ca:Carrer del Lleó 1237 msnm              | bé d'interès cultural bé cultural d'interès nacional | Çò de Ròsa          | Modifica les dades a Wikidata |

## circ glaciar
| imatge | Nom                    | Ubicat a                 | instància de | Detalls             | coordenades                                                    | Protecció | Commons (més fotos)    | Dades a WD                    |
| ------ | ---------------------- | ------------------------ | ------------ | ------------------- | -------------------------------------------------------------- | --------- | ---------------------- | ----------------------------- |
|        | Circ de Colomèrs       | Naut Aran                | circ glaciar | Superfície: 15.3km² | 42° 36′ 35″ N, 0° 55′ 58″ E / 42.609617°N,0.932659°E           |           | Circ de Colomèrs       | Modifica les dades a Wikidata |
|        | Circ de Restanca       | Naut Aran                | circ glaciar |                     | 42° 37′ 48″ N, 0° 51′ 22″ E / 42.63003°N,0.8562°E              |           | Circ de Restanca       | Modifica les dades a Wikidata |
|        | Circ de Saboredo       | Naut Aran Alt Àneu       | circ glaciar | Superfície: 6.5km²  | 42° 36′ 40″ N, 0° 58′ 02″ E / 42.611096°N,0.967286°E 2350 msnm |           | Circ de Saboredo       | Modifica les dades a Wikidata |
|        | Circ deth Montardo     | Naut Aran                | circ glaciar | Superfície: 2.13km² | 42° 38′ 00″ N, 0° 53′ 19″ E / 42.633319°N,0.888709°E 2159 msnm |           | Circ deth Montardo     | Modifica les dades a Wikidata |
|        | Ombrer deth Montardo   | Naut Aran                | circ glaciar |                     | 42° 38′ 16″ N, 0° 52′ 37″ E / 42.637669°N,0.876817°E           |           | Ombrer deth Montardo   | Modifica les dades a Wikidata |
|        | capçalera de Caldes    | la Vall de Boí Naut Aran | circ glaciar |                     | 42° 36′ 12″ N, 0° 52′ 26″ E / 42.603414°N,0.873994°E           |           | Capçalera de Caldes    | Modifica les dades a Wikidata |
|        | capçalera de Valarties | Naut Aran                | circ glaciar |                     | 42° 38′ 07″ N, 0° 50′ 23″ E / 42.635269°N,0.839742°E           |           | Capçalera de Valarties | Modifica les dades a Wikidata |

## collada
| imatge | Nom                    | Ubicat a                   | instància de | Detalls                                  | coordenades                                                                                               | Protecció | Commons (més fotos)    | Dades a WD                    |
| ------ | ---------------------- | -------------------------- | ------------ | ---------------------------------------- | --- | --------- | ---------------------- | ----------------------------- |
|        | Coret de Salardú       | Naut Aran                  | collada      |                                          | 42° 42′ 34″ N, 0° 57′ 10″ E / 42.709444444444°N,0.95277777777778°E 1877 msnm                              |           |                        | Modifica les dades a Wikidata |
|        | Còth de Varradòs       | Naut Aran Vielha e Mijaran | collada      |                                          | 42° 45′ 31″ N, 0° 53′ 15″ E / 42.758657°N,0.887377°E 2048 msnm                                            |           | Còth de Varradòs       | Modifica les dades a Wikidata |
|        | Portell de Colomers    | Espot Naut Aran            | collada      |                                          | 42° 35′ 35″ N, 0° 57′ 02″ E / 42.593°N,0.950611°E Circ de Colomèrs Colomers d'Espot 2728.9 msnm           |           | Portell de Colomers    | Modifica les dades a Wikidata |
|        | Pòrt d'Òrla            | Bonac e Irasenh Naut Aran  | collada      |                                          | 42° 47′ 30″ N, 0° 58′ 38″ E / 42.791667°N,0.977197°E 2328 msnm                                            |           | Pòrt d'Òrla            | Modifica les dades a Wikidata |
|        | Pòrt dera Horqueta     | Naut Aran Santenh          | collada      |                                          | 42° 48′ 25″ N, 0° 53′ 47″ E / 42.806842°N,0.896485°E 2463 msnm                                            |           |                        | Modifica les dades a Wikidata |
|        | bretxa Peyta           | la Vall de Boí Naut Aran   | collada      |                                          | 42° 36′ 27″ N, 0° 49′ 59″ E / 42.607375°N,0.833194°E capçalera de Caldes capçalera de Valarties 2765 msnm |           | Bretxa Peyta           | Modifica les dades a Wikidata |
|        | bretxa de Pauss        | la Vall de Boí Naut Aran   | collada      |                                          | 42° 36′ 58″ N, 0° 50′ 54″ E / 42.6162°N,0.848233°E Serra de Tumeneia 2682 msnm                            |           | Bretxa de Pauss        | Modifica les dades a Wikidata |
|        | coll d'Harlé           | la Vall de Boí Naut Aran   | collada      |                                          | 42° 36′ 45″ N, 0° 50′ 39″ E / 42.6124°N,0.844156°E Serra de Tumeneia 2728 msnm                            |           | Coll d'Harlé           | Modifica les dades a Wikidata |
|        | coll de Travessani     | la Vall de Boí Naut Aran   | collada      |                                          | 42° 36′ 50″ N, 0° 53′ 41″ E / 42.61398889°N,0.89477222°E capçalera de Caldes Circ de Colomèrs 2671 msnm   |           | Coll de Travessani     | Modifica les dades a Wikidata |
|        | coll de Tumeneia       | la Vall de Boí Naut Aran   | collada      |                                          | 42° 37′ 10″ N, 0° 51′ 21″ E / 42.61957222°N,0.85585833°E Serra de Tumeneia 2603 msnm                      |           | Coll de Tumeneia       | Modifica les dades a Wikidata |
|        | coret Ròi              | Naut Aran                  | collada      |                                          | 42° 40′ 54″ N, 0° 53′ 55″ E / 42.681601°N,0.898722°E                                                      |           |                        | Modifica les dades a Wikidata |
|        | coret de Oelhacrestada | la Vall de Boí Naut Aran   | collada      | Hi passa: GR 11 Carros de foc (travessa) | 42° 37′ 34″ N, 0° 52′ 32″ E / 42.626193°N,0.875456°E 2474 msnm                                            |           | Coret de Oelhacrestada | Modifica les dades a Wikidata |
|        | port de Caldes         | la Vall de Boí Naut Aran   | collada      | Hi passa: GR 11 Carros de foc (travessa) | 42° 37′ 18″ N, 0° 53′ 44″ E / 42.62168611°N,0.89558611°E Circ de Colomèrs capçalera de Caldes 2567 msnm   |           | Port de Caldes         | Modifica les dades a Wikidata |
|        | pòrt de Colomèrs       | la Vall de Boí Naut Aran   | collada      |                                          | 42° 36′ 03″ N, 0° 54′ 52″ E / 42.60088611°N,0.91447222°E Circ de Colomèrs vall de Colieto 2603 msnm       |           | Port de Colomèrs       | Modifica les dades a Wikidata |

## curs d'aigua
| imatge | Nom               | Ubicat a                                         | instància de     | Detalls                                      | coordenades | Protecció | Commons (més fotos)               | Dades a WD                    |
| ------ | ----------------- | ------------------------------------------------ | ---------------- | -------------------------------------------- | --- | --------- | --------------------------------- | ----------------------------- |
|        | Noguera Pallaresa | Vall d'Aran Pallars Sobirà Pallars Jussà Noguera | curs d'aigua     | Desemboca: Segre Llarg: 154km Conca: 2820km² | 41° 54′ 23″ N, 0° 53′ 24″ E / 41.9064°N,0.8901°E 42° 42′ 43″ N, 0° 56′ 58″ E / 42.71185°N,0.94951944444444°E                                                                       |           | Noguera Pallaresa                 | Modifica les dades a Wikidata |
|        | Ribèra de Rius    | Arties                                           | curs d'aigua     | Desemboca: riu de Valarties                  | 42° 38′ 26″ N, 0° 48′ 25″ E / 42.640446°N,0.806933°E 42° 39′ 50″ N, 0° 52′ 23″ E / 42.66377°N,0.873082°E Vall de Rius                                                              |           | Ribèra de Rius                    | Modifica les dades a Wikidata |
|        | Ribèra deth Mòrt  | Naut Aran                                        | curs d'aigua     | Desemboca: Noguera Pallaresa                 | 42° 44′ 22″ N, 1° 00′ 27″ E / 42.7395545°N,1.0074644°E 42° 45′ 41″ N, 1° 00′ 15″ E / 42.7613609°N,1.0040735°E                                                                      |           |                                   | Modifica les dades a Wikidata |
|        | arriu Unhòla      | Vielha e Mijaran Naut Aran                       | curs d'aigua riu | Desemboca: Garona Llarg: 16km                | 42° 44′ 02″ N, 0° 54′ 49″ E / 42.733930555556°N,0.91355833333333°E 42° 42′ 35″ N, 0° 54′ 15″ E / 42.709722222222°N,0.90416666666667°E                                              |           | Unhòla river                      | Modifica les dades a Wikidata |
|        | riu Aiguamòg      | Naut Aran                                        | curs d'aigua     | Desemboca: Garona                            | 42° 42′ 00″ N, 0° 55′ 06″ E / 42.700083333333°N,0.91827777777778°E 42° 37′ 34″ N, 0° 55′ 23″ E / 42.626138888889°N,0.92308333333333°E                                              |           | Río Aiguamòg                      | Modifica les dades a Wikidata |
|        | riu Malo          | Naut Aran                                        | curs d'aigua     | Desemboca: Garona                            | 42° 40′ 57″ N, 0° 59′ 50″ E / 42.682494°N,0.99723°E 42° 41′ 49″ N, 0° 55′ 48″ E / 42.697075°N,0.930064°E                                                                           |           | Malo river                        | Modifica les dades a Wikidata |
|        | riu de Rencules   | Naut Aran                                        | curs d'aigua     | Desemboca: riu de Valarties                  | 42° 38′ 25″ N, 0° 54′ 04″ E / 42.640361°N,0.90112°E 42° 39′ 42″ N, 0° 52′ 21″ E / 42.661641°N,0.872621°E                                                                           |           | Riu de Rencules                   | Modifica les dades a Wikidata |
|        | riu de Ruda       | Naut Aran Alt Àneu                               | curs d'aigua     | Desemboca: Garona                            | 42° 42′ 00″ N, 0° 55′ 11″ E / 42.699915°N,0.919767°E 42° 37′ 07″ N, 0° 58′ 08″ E / 42.618519°N,0.968922°E                                                                          |           | Ruda River (tributary of Garonne) | Modifica les dades a Wikidata |
|        | riu de Valarties  | Arties                                           | curs d'aigua     | Desemboca: Garona                            | 42° 39′ 29″ N, 0° 52′ 12″ E / 42.658°N,0.87°E 42° 42′ 01″ N, 0° 51′ 54″ E / 42.700305555556°N,0.86491666666667°E 42° 42′ 00″ N, 0° 53′ 00″ E / 42.7°N,0.88333333333333°E Valarties |           | Valarties River                   | Modifica les dades a Wikidata |

## edifici
| imatge | Nom                     | Ubicat a  | instància de | Detalls                                                                    | coordenades                                                                         | Protecció                                  | Commons (més fotos)          | Dades a WD                    |
| ------ | ----------------------- | --------- | ------------ | -------------------------------------------------------------------------- | ----------------------------------------------------------------------------------- | ------------------------------------------ | ---------------------------- | ----------------------------- |
|        | Banys termals           | Naut Aran | edifici      | Estil: arquitectura eclèctica 19th century                                 | 42° 41′ 55″ N, 0° 51′ 45″ E / 42.698554°N,0.862378°E oc:Camí del riu Garona, Arties | bé integrant del patrimoni cultural català |                              | Modifica les dades a Wikidata |
|        | Era Mòla dera Vila      | Naut Aran | edifici      | Estil: arquitectura popular                                                | 42° 42′ 21″ N, 0° 54′ 13″ E / 42.7057°N,0.903704°E                                  | bé cultural d'interès local                | Era Mòla dera Vila (Salardú) | Modifica les dades a Wikidata |
|        | Escola Loseron d'Arties | Naut Aran | edifici      | Arquitecte: Ignasi de Villalonga i Casañes Estil: noucentisme              | 42° 41′ 59″ N, 0° 52′ 24″ E / 42.69976°N,0.87329°E                                  | bé integrant del patrimoni cultural català |                              | Modifica les dades a Wikidata |
|        | Escoles Nacionals       | Naut Aran | edifici      | Arquitecte: Ignasi de Villalonga i Casañes Estil: noucentisme 20th century | 42° 42′ 26″ N, 0° 54′ 11″ E / 42.70725°N,0.90317°E oc:C. dels Estudis, Salardú      | bé integrant del patrimoni cultural català |                              | Modifica les dades a Wikidata |
|        | Portalada des de Tarrau | Bagergue  | edifici      | Estil: arquitectura popular                                                |                                                                                     | bé integrant del patrimoni cultural català |                              | Modifica les dades a Wikidata |
|        | es Banhs de Tredòs      | Tredòs    | edifici      | Estil: arquitectura popular 19th century                                   | 42° 39′ 19″ N, 0° 55′ 39″ E / 42.6552°N,0.9276°E oc:Camin des Banhs 1755 msnm       | bé integrant del patrimoni cultural català | Es Banhs de Tredòs           | Modifica les dades a Wikidata |

## entitat singular de població
| imatge | Nom      | Ubicat a         | instància de                                                    | Detalls                             | coordenades                                                        | Protecció                                  | Commons (més fotos) | Dades a WD                    |
| ------ | -------- | ---------------- | --------------------------------------------------------------- | ----------------------------------- | ------------------------------------------------------------------ | ------------------------------------------ | ------------------- | ----------------------------- |
|        | Arties   | Naut Aran        | entitat singular de població                                    | Estil: arquitectura popular 506 hab | 42° 42′ 03″ N, 0° 52′ 15″ E / 42.70070833°N,0.870825°E 1143 msnm   | bé integrant del patrimoni cultural català | Arties              | Modifica les dades a Wikidata |
|        | Bagergue | Naut Aran Pujòlo | entitat singular de població entitat municipal descentralitzada | Estil: arquitectura popular 107 hab | 42° 43′ 10″ N, 0° 54′ 57″ E / 42.719509°N,0.915833°E 1424 msnm     | bé integrant del patrimoni cultural català | Bagergue            | Modifica les dades a Wikidata |
|        | Garòs    | Naut Aran        | entitat singular de població                                    | Estil: arquitectura popular 154 hab | 42° 42′ 01″ N, 0° 50′ 51″ E / 42.70023611°N,0.84750833°E 1117 msnm | bé integrant del patrimoni cultural català | Garòs               | Modifica les dades a Wikidata |
|        | Gessa    | Naut Aran Pujòlo | entitat singular de població entitat municipal descentralitzada | Estil: arquitectura popular 187 hab | 42° 42′ 21″ N, 0° 53′ 25″ E / 42.70575556°N,0.89040278°E 1232 msnm | bé integrant del patrimoni cultural català | Gessa               | Modifica les dades a Wikidata |
|        | Salardú  | Naut Aran Pujòlo | entitat singular de població capital municipal                  | Estil: arquitectura popular 644 hab | 42° 42′ 26″ N, 0° 54′ 05″ E / 42.70733333°N,0.9015°E 1268 msnm     | bé integrant del patrimoni cultural català | Salardú             | Modifica les dades a Wikidata |
|        | Tredòs   | Naut Aran Pujòlo | entitat singular de població entitat municipal descentralitzada | Estil: arquitectura popular 176 hab | 42° 42′ 07″ N, 0° 54′ 54″ E / 42.70191111°N,0.91488889°E 1297 msnm | bé integrant del patrimoni cultural català | Tredòs              | Modifica les dades a Wikidata |
|        | Unha     | Naut Aran Pujòlo | entitat singular de població entitat municipal descentralitzada | Estil: arquitectura popular 122 hab | 42° 42′ 40″ N, 0° 54′ 13″ E / 42.71107778°N,0.90363333°E 1280 msnm | bé integrant del patrimoni cultural català | Unha                | Modifica les dades a Wikidata |

## església
| imatge | Nom                                   | Ubicat a  | instància de     | Detalls                                             | coordenades                                                                              | Protecció                                            | Commons (més fotos)                     | Dades a WD                    |
| ------ | ------------------------------------- | --------- | ---------------- | --------------------------------------------------- | ---------------------------------------------------------------------------------------- | ---------------------------------------------------- | --------------------------------------- | ----------------------------- |
|        | Mare de Déu de les Neus de Vaquèria   | Naut Aran | església         |                                                     | 42° 42′ 00″ N, 0° 55′ 59″ E / 42.700051°N,0.933065°E                                     | bé integrant del patrimoni cultural català           |                                         | Modifica les dades a Wikidata |
|        | Sant Esteve de Tredòs                 | Tredòs    | església         | Estil: arquitectura romànica arquitectura gòtica    | 42° 42′ 03″ N, 0° 54′ 50″ E / 42.700815°N,0.913889°E                                     | bé integrant del patrimoni cultural català           |                                         | Modifica les dades a Wikidata |
|        | Sant Feliu de Bagergue                | Bagergue  | església         | Estil: arquitectura romànica arquitectura barroca   | 42° 43′ 05″ N, 0° 54′ 55″ E / 42.7181°N,0.915244°E                                       | bé integrant del patrimoni cultural català           | Església de Sant Fèlix (Bagergue)       | Modifica les dades a Wikidata |
|        | Sant Jaime                            | Naut Aran | església         | Estil: arquitectura popular                         | 42° 42′ 14″ N, 0° 51′ 34″ E / 42.703773°N,0.859418°E                                     | bé integrant del patrimoni cultural català           |                                         | Modifica les dades a Wikidata |
|        | Sant Joan d'Arties                    | Arties    | església         | Estil: arquitectura romànica arquitectura gòtica    | 42° 42′ 05″ N, 0° 52′ 21″ E / 42.7015°N,0.872488°E                                       | bé integrant del patrimoni cultural català           | Sant Joan d'Arties                      | Modifica les dades a Wikidata |
|        | Sant Julià de Garòs                   | Garòs     | església         | Estil: arquitectura romànica arquitectura gòtica    | 42° 42′ 02″ N, 0° 50′ 36″ E / 42.7006°N,0.843454°E 1237 msnm                             | bé integrant del patrimoni cultural català           | Sant Julià de Garòs                     | Modifica les dades a Wikidata |
|        | Sant Martí de Corilla                 | Gessa     | església         | Estil: arquitectura popular                         | 42° 43′ 24″ N, 0° 52′ 55″ E / 42.723309°N,0.882011°E                                     | bé integrant del patrimoni cultural català           |                                         | Modifica les dades a Wikidata |
|        | Sant Pelegrí d'Arties                 | Arties    | església ermita  | Estil: arquitectura popular                         | 42° 41′ 42″ N, 0° 52′ 19″ E / 42.695062°N,0.871947°E                                     | bé integrant del patrimoni cultural català           |                                         | Modifica les dades a Wikidata |
|        | Sant Pere de Gessa                    | Gessa     | església         | Estil: arquitectura romànica arquitectura eclèctica | 42° 42′ 19″ N, 0° 53′ 23″ E / 42.7053°N,0.889762°E                                       | bé integrant del patrimoni cultural català           | Sant Pere de Gessa                      | Modifica les dades a Wikidata |
|        | Santa Catalina                        | Naut Aran | església         |                                                     | 42° 42′ 52″ N, 0° 54′ 46″ E / 42.7144602383571°N,0.912848353680499°E                     |                                                      |                                         | Modifica les dades a Wikidata |
|        | Santa Eulàlia d'Unha                  | Unha      | església         | Estil: arquitectura romànica                        | 42° 42′ 34″ N, 0° 54′ 07″ E / 42.7094°N,0.901944°E                                       | bé integrant del patrimoni cultural català           | Santa Eulàlia d'Unha                    | Modifica les dades a Wikidata |
|        | Santa Margalida                       | Naut Aran | església         |                                                     | 42° 43′ 40″ N, 0° 55′ 03″ E / 42.72786023101°N,0.91749606097012°E                        |                                                      |                                         | Modifica les dades a Wikidata |
|        | Santa Maria d'Arties                  | Arties    | església         | Estil: arquitectura romànica                        | 42° 41′ 52″ N, 0° 52′ 14″ E / 42.697861°N,0.870681°E ca:Plaça Sapujo                     | bé d'interès cultural bé cultural d'interès nacional | Santa Maria d'Arties                    | Modifica les dades a Wikidata |
|        | Santuari de Montgarri                 | Montgarri | església         | Estil: arquitectura popular                         | 42° 45′ 34″ N, 0° 59′ 40″ E / 42.7594°N,0.99453°E ca:Camí de Beret a Alòs d'Isil         | bé integrant del patrimoni cultural català           | Santuari de la Mare de Déu de Montgarri | Modifica les dades a Wikidata |
|        | capella de Sant Antoni                | Arties    | església capella | Estil: arquitectura barroca                         | 42° 42′ 02″ N, 0° 52′ 22″ E / 42.70064°N,0.87269°E                                       | bé integrant del patrimoni cultural català           | Capella de Sant Antoni d'Arties         | Modifica les dades a Wikidata |
|        | capella de la Verge del Roser         | Tredòs    | església         | Estil: arquitectura romànica                        | 42° 42′ 03″ N, 0° 54′ 56″ E / 42.700846111111°N,0.91547305555556°E ca:Carrer Calamars, 2 | bé integrant del patrimoni cultural català           | Capella de la Verge del Roser de Tredós | Modifica les dades a Wikidata |
|        | església de Sant Andreu               | Salardú   | església         | Estil: arquitectura romànica                        | 42° 42′ 27″ N, 0° 54′ 07″ E / 42.707573°N,0.901919°E ca:Carrer de Sant Andrèu            | bé integrant del patrimoni cultural català           | Sant Andreu de Salardú                  | Modifica les dades a Wikidata |
|        | església de Santa Maria de Cap d’Aran | Tredòs    | església         | Estil: arquitectura romànica                        | 42° 42′ 10″ N, 0° 55′ 04″ E / 42.70266°N,0.91785°E                                       | bé integrant del patrimoni cultural català           | Santa Maria de Cap d'Aran               | Modifica les dades a Wikidata |

## font
| imatge | Nom                | Ubicat a  | instància de | Detalls                         | coordenades                                                                       | Protecció                                  | Commons (més fotos) | Dades a WD                    |
| ------ | ------------------ | --------- | ------------ | ------------------------------- | --------------------------------------------------------------------------------- | ------------------------------------------ | ------------------- | ----------------------------- |
|        | font de la Pica    | Salardú   | font         | Estil: arquitectura neoclàssica | 42° 42′ 24″ N, 0° 54′ 04″ E / 42.706666666667°N,0.90111111111111°E ca:Plaça Major | bé integrant del patrimoni cultural català | Font de la Pica     | Modifica les dades a Wikidata |
|        | hònt d'Aiguamòg    | Naut Aran | font         |                                 | 42° 40′ 47″ N, 0° 55′ 00″ E / 42.6795880361461°N,0.916554979446682°E              |                                            |                     | Modifica les dades a Wikidata |
|        | hònt de Moredo     | Naut Aran | font         |                                 | 42° 44′ 51″ N, 0° 53′ 49″ E / 42.7476297629069°N,0.896829288471627°E              |                                            |                     | Modifica les dades a Wikidata |
|        | hònt de Ratèra     | Naut Aran | font         |                                 | 42° 36′ 43″ N, 0° 56′ 47″ E / 42.6118878704085°N,0.94650088275207°E               |                                            |                     | Modifica les dades a Wikidata |
|        | hònt des Pletius   | Naut Aran | font         |                                 | 42° 38′ 53″ N, 0° 56′ 05″ E / 42.6479209091193°N,0.934666192735381°E              |                                            |                     | Modifica les dades a Wikidata |
|        | hònts de Gresilhon | Naut Aran | font         |                                 | 42° 39′ 06″ N, 0° 52′ 04″ E / 42.6515870132864°N,0.867900111983683°E              |                                            |                     | Modifica les dades a Wikidata |
|        | hònts de Parros    | Naut Aran | font         |                                 | 42° 45′ 24″ N, 0° 56′ 26″ E / 42.7567549145104°N,0.940585700386051°E              |                                            |                     | Modifica les dades a Wikidata |
|        | hònts de Ruda      | Naut Aran | font         |                                 | 42° 39′ 41″ N, 0° 57′ 46″ E / 42.6614526209444°N,0.962647110179088°E              |                                            |                     | Modifica les dades a Wikidata |
|        | hònts deth Horcalh | Naut Aran | font         |                                 | 42° 46′ 27″ N, 0° 58′ 35″ E / 42.7742943760291°N,0.976307948549975°E              |                                            |                     | Modifica les dades a Wikidata |

## llac glacial
| imatge | Nom                              | Ubicat a                           | instància de             | Detalls                                                                      | coordenades                                                                                         | Protecció | Commons (més fotos)             | Dades a WD                    |
| ------ | -------------------------------- | ---------------------------------- | ------------------------ | ---------------------------------------------------------------------------- | --------------------------------------------------------------------------------------------------- | --------- | ------------------------------- | ----------------------------- |
|        | Estanh de Montcasau              | Naut Aran                          | llac glacial             | Llarg: 250m Ample: 132m Superfície: 2.6ha                                    | 42° 38′ 27″ N, 0° 54′ 06″ E / 42.640815°N,0.9016°E capçalera de Valarties 2037 msnm                 |           | Estanh de Montcasau             | Modifica les dades a Wikidata |
|        | Estanh de Ribereta de Naut       | Naut Aran                          | llac glacial             | Llarg: 200m Ample: 122m Superfície: 1.83ha                                   | 42° 37′ 33″ N, 0° 54′ 12″ E / 42.625931°N,0.903293°E Circ de Colomèrs 2327 msnm                     |           |                                 | Modifica les dades a Wikidata |
|        | Estanh de naut deth Clòt der Os  | Naut Aran                          | llac glacial             | Llarg: 132m Ample: 87m Superfície: 0.87ha                                    | 42° 42′ 54″ N, 0° 59′ 55″ E / 42.714897512392°N,0.9985264606478°E massís de Beret 2346 msnm         |           | Estanh de naut deth Clòt der Os | Modifica les dades a Wikidata |
|        | Estanh dera Lòssa                | Naut Aran                          | llac glacial             |                                                                              | 42° 37′ 49″ N, 0° 55′ 30″ E / 42.630379°N,0.92487°E 2041 msnm                                       |           | Estanh dera Lòssa               | Modifica les dades a Wikidata |
|        | Estanh des Cabidornats           | Naut Aran                          | llac glacial             | Llarg: 291m Ample: 248m Superfície: 5.07ha                                   | 42° 37′ 17″ N, 0° 55′ 47″ E / 42.621269°N,0.929646°E Circ de Colomèrs 2189 msnm                     |           | Estanh Plan                     | Modifica les dades a Wikidata |
|        | Estanh deth Pietà                | Naut Aran                          | llac glacial             |                                                                              | 42° 48′ 10″ N, 0° 57′ 46″ E / 42.8029083176395°N,0.962889356153973°E                                |           |                                 | Modifica les dades a Wikidata |
|        | Estanh deth Pòrt de Colomèrs     | Naut Aran                          | llac glacial             |                                                                              | 42° 36′ 04″ N, 0° 55′ 23″ E / 42.600988128052°N,0.92294716024288°E                                  |           |                                 | Modifica les dades a Wikidata |
|        | Estanh nere de Parros            | Naut Aran                          | llac glacial             |                                                                              | 42° 45′ 51″ N, 0° 55′ 56″ E / 42.764145932769°N,0.93216825954174°E                                  |           |                                 | Modifica les dades a Wikidata |
|        | Estanh nere deth Horcalh         | Naut Aran                          | llac glacial             |                                                                              | 42° 47′ 03″ N, 0° 56′ 33″ E / 42.784142979793°N,0.94250527417132°E                                  |           |                                 | Modifica les dades a Wikidata |
|        | Estanhets de Maubèrme            | Naut Aran                          | llac glacial             |                                                                              | 42° 47′ 39″ N, 0° 54′ 11″ E / 42.794232713359°N,0.90304384035996°E                                  |           |                                 | Modifica les dades a Wikidata |
|        | Estanhon deth Clòt der Os        | Naut Aran                          | llac glacial             |                                                                              | 42° 43′ 06″ N, 0° 59′ 40″ E / 42.7182497150834°N,0.994373369311749°E                                |           |                                 | Modifica les dades a Wikidata |
|        | Estanhons de naut de Marimanha   | Naut Aran                          | llac glacial             |                                                                              | 42° 42′ 52″ N, 1° 01′ 27″ E / 42.714442688356°N,1.0241853769692°E                                   |           |                                 | Modifica les dades a Wikidata |
|        | Estanhons des Clòsos             | Naut Aran                          | llac glacial             |                                                                              | 42° 45′ 12″ N, 0° 55′ 40″ E / 42.753258193518°N,0.92764276288019°E                                  |           |                                 | Modifica les dades a Wikidata |
|        | Estanhs de Ribereta              | Naut Aran                          | llac glacial             |                                                                              | 42° 37′ 48″ N, 0° 54′ 25″ E / 42.629961°N,0.906858°E                                                |           | Estanhs de Ribereta             | Modifica les dades a Wikidata |
|        | Estanhs dera Sèrra               | Naut Aran                          | llac glacial             |                                                                              | 42° 43′ 33″ N, 0° 56′ 16″ E / 42.7257340808221°N,0.937667460365615°E                                |           |                                 | Modifica les dades a Wikidata |
|        | Estanhòla deth Còth de Blanheuar | Naut Aran                          | llac glacial             |                                                                              | 42° 42′ 49″ N, 0° 58′ 40″ E / 42.713632942613°N,0.97780773999851°E                                  |           |                                 | Modifica les dades a Wikidata |
|        | Estany Gelat de Colomèrs         | Naut Aran                          | llac glacial             | Llarg: 278m Ample: 176m Superfície: 3.69ha                                   | 42° 35′ 53″ N, 0° 55′ 58″ E / 42.598088°N,0.932779°E Circ de Colomèrs 2588 msnm                     |           | Estanh Gelat de Colomèrs        | Modifica les dades a Wikidata |
|        | Estany Gelat del Rosari          | Naut Aran                          | llac glacial             |                                                                              | 42° 42′ 35″ N, 1° 01′ 09″ E / 42.709774°N,1.019189°E 2576 msnm                                      |           | Estany Gelat del Rosari         | Modifica les dades a Wikidata |
|        | Estany Long de Liat              | Canejan Naut Aran Vielha e Mijaran | llac glacial zona humida | Llarg: 1030m Ample: 383m Superfície: 27ha Profunditat: 32m                   | 42° 48′ 20″ N, 0° 52′ 20″ E / 42.805555555556°N,0.87222222222222°E 2136 msnm                        |           | Estanh Long de Liat             | Modifica les dades a Wikidata |
|        | Estany Major de Colomèrs         | Naut Aran                          | llac glacial             | Llarg: 592m Ample: 332m Superfície: 17.08ha Profunditat: 40m                 | 42° 37′ 27″ N, 0° 55′ 21″ E / 42.624108°N,0.922565°E Circ de Colomèrs 2118 msnm                     |           | Estany Major de Colomèrs        | Modifica les dades a Wikidata |
|        | Estany Obago                     | Naut Aran                          | llac glacial             | Llarg: 641m Ample: 341m Superfície: 13.63ha Profunditat: 27m                 | 42° 36′ 51″ N, 0° 56′ 34″ E / 42.614241666667°N,0.94270277777778°E Circ de Colomèrs 2231 msnm       |           | Estanh Obago                    | Modifica les dades a Wikidata |
|        | Estany Tòrt de Rius              | Naut Aran                          | llac glacial             | Llarg: 1270m Ample: 533m Superfície: 39.6ha Profunditat: 25m                 | 42° 37′ 50″ N, 0° 48′ 53″ E / 42.630633333333°N,0.81474444444444°E capçalera de Valarties 2348 msnm |           | Lac Tòrt de Rius                | Modifica les dades a Wikidata |
|        | Estany de Mar                    | Naut Aran                          | llac glacial             | Llarg: 1540m Ample: 466m Superfície: 46.85ha Profunditat: 83m                | 42° 37′ 31″ N, 0° 50′ 19″ E / 42.625238888889°N,0.838525°E capçalera de Valarties 2248 msnm         |           | Lac de Mar                      | Modifica les dades a Wikidata |
|        | Estany de Montoliu               | Naut Aran                          | llac glacial             | Llarg: 556m Ample: 247m Superfície: 10.91ha                                  | 42° 47′ 00″ N, 0° 55′ 28″ E / 42.783416666667°N,0.92434444444444°E 2373 msnm                        |           | Lac de Montoliu                 | Modifica les dades a Wikidata |
|        | Estany de Pòdo                   | Naut Aran                          | llac glacial             | Llarg: 306m Ample: 207m Superfície: 4.75ha                                   | 42° 36′ 07″ N, 0° 56′ 17″ E / 42.601919°N,0.937964°E Circ de Colomèrs 2447 msnm                     |           | Estanh de Pòdo                  | Modifica les dades a Wikidata |
|        | Estany de Ratèra de Colomèrs     | Naut Aran                          | llac glacial             | Llarg: 515m Ample: 275m Superfície: 8.11ha                                   | 42° 35′ 51″ N, 0° 56′ 49″ E / 42.597511111111°N,0.94707222222222°E Circ de Colomèrs 2490 msnm       |           | Estanh de Ratèra de Colomèrs    | Modifica les dades a Wikidata |
|        | Estany de Rius                   | Naut Aran                          | llac glacial             | Llarg: 975m Ample: 474m Superfície: 20.98ha                                  | 42° 38′ 22″ N, 0° 48′ 08″ E / 42.63945°N,0.80217°E capçalera de Valarties 2329 msnm                 |           | Lac de Rius                     | Modifica les dades a Wikidata |
|        | Estany del Cap de Colomèrs       | Naut Aran                          | llac glacial             | Llarg: 255m Ample: 162m Superfície: 3.03ha                                   | 42° 35′ 46″ N, 0° 56′ 28″ E / 42.596115°N,0.941028°E Circ de Colomèrs 2527 msnm                     |           | Lac deth Cap de Colomèrs        | Modifica les dades a Wikidata |
|        | Garguilhs de Jos                 | Naut Aran                          | llac glacial             | Llarg: 221m Ample: 75m Superfície: 1.4ha                                     | 42° 37′ 04″ N, 0° 55′ 18″ E / 42.617839°N,0.921734°E Circ de Colomèrs 2201 msnm                     |           | Garguilhs de Jos                | Modifica les dades a Wikidata |
|        | Garguilhs de Sus                 | Naut Aran                          | llac glacial             | Llarg: 223m Ample: 94m Superfície: 1.78ha                                    | 42° 36′ 50″ N, 0° 55′ 00″ E / 42.613936°N,0.916607°E Circ de Colomèrs 2313 msnm                     |           | Garguilhs de Sus                | Modifica les dades a Wikidata |
|        | Lac de Clòto de Baish            | Naut Aran                          | llac glacial             | Llarg: 112m Ample: 97m Superfície: 0.77ha                                    | 42° 37′ 36″ N, 0° 55′ 54″ E / 42.62658°N,0.931788°E Circ de Colomèrs 2141 msnm                      |           | Lac de Clòto de Baish           | Modifica les dades a Wikidata |
|        | Lac de Naut                      | Naut Aran                          | llac glacial             | Superfície: 1.66ha                                                           | 42° 36′ 49″ N, 0° 57′ 49″ E / 42.613736°N,0.963558°E Circ de Saboredo 2316 msnm                     |           | Lac de Naut                     | Modifica les dades a Wikidata |
|        | Lac deth Pòrt de Caldes          | Naut Aran                          | llac glacial             | Llarg: 94m Ample: 66m Superfície: 0.76ha                                     | 42° 37′ 15″ N, 0° 54′ 00″ E / 42.620838°N,0.899906°E Circ de Colomèrs 2472 msnm                     |           | Lac deth Pòrt de Caldes         | Modifica les dades a Wikidata |
|        | Lacs de Marimanha                | Naut Aran                          | llac glacial             |                                                                              | 42° 43′ 11″ N, 1° 01′ 01″ E / 42.719756°N,1.016926°E 2290 msnm                                      |           | Lacs de Marimanha               | Modifica les dades a Wikidata |
|        | Llac de Baix de Saboredo         | Naut Aran                          | llac glacial             | Hi passa: Carros de foc (travessa) Llarg: 213m Ample: 167m Superfície: 2.7ha | 42° 37′ 17″ N, 0° 57′ 29″ E / 42.621353°N,0.957963°E Circ de Saboredo 2267 msnm                     |           | Lac de Baish de Saboredo        | Modifica les dades a Wikidata |
|        | estanh Long de Colomèrs          | Naut Aran                          | llac glacial             | Llarg: 518m Ample: 106m Superfície: 3.88ha                                   | 42° 37′ 20″ N, 0° 56′ 02″ E / 42.622204°N,0.933791°E Circ de Colomèrs 2168 msnm                     |           | Estanh Long de Colomèrs         | Modifica les dades a Wikidata |
|        | estanh Mòrt                      | Naut Aran                          | llac glacial             | Llarg: 329m Ample: 161m Superfície: 3.29ha                                   | 42° 37′ 14″ N, 0° 55′ 00″ E / 42.620526°N,0.916728°E Circ de Colomèrs 2208 msnm                     |           | Estanh Mòrt                     | Modifica les dades a Wikidata |
|        | estanh de Ribereta de Baish      | Naut Aran                          | llac glacial             | Llarg: 411m Ample: 316m Superfície: 7.36ha                                   | 42° 37′ 51″ N, 0° 54′ 22″ E / 42.630793°N,0.906172°E capçalera de Valarties 2272 msnm               |           | Estanh de Ribereta de Baish     | Modifica les dades a Wikidata |
|        | estanh des Gargolhes             | Naut Aran                          | llac glacial             | Llarg: 339m Ample: 114m Superfície: 2.21ha                                   | 42° 36′ 59″ N, 0° 56′ 01″ E / 42.616503°N,0.933617°E Circ de Colomèrs 2299 msnm                     |           | Estanh des Gargolhes            | Modifica les dades a Wikidata |
|        | estanh deth Cap deth Pòrt        | Naut Aran                          | llac glacial             | Llarg: 417m Ample: 172m Superfície: 3.96ha Profunditat: 3m                   | 42° 37′ 53″ N, 0° 51′ 51″ E / 42.631447222222°N,0.86404166666667°E capçalera de Valarties 2228 msnm |           | Lac deth Cap deth Pòrt          | Modifica les dades a Wikidata |
|        | estanhets d'Albi                 | Canejan Naut Aran                  | llac glacial             |                                                                              | 42° 48′ 45″ N, 0° 52′ 27″ E / 42.812612512892°N,0.87429184775338°E                                  |           |                                 | Modifica les dades a Wikidata |
|        | estanhets deth Pòrt              | Naut Aran                          | llac glacial             |                                                                              | 42° 36′ 27″ N, 0° 55′ 17″ E / 42.607635°N,0.921367°E Circ de Colomèrs 2388 msnm                     |           | Estanhets deth Pòrt             | Modifica les dades a Wikidata |
|        | estany Major de Saboredo         | Naut Aran Alt Àneu                 | llac glacial             | Llarg: 666m Ample: 294m Superfície: 16.17ha                                  | 42° 36′ 54″ N, 0° 58′ 11″ E / 42.615125°N,0.969813°E Circ de Saboredo 2340 msnm                     |           | Estany Major de Saboredo        | Modifica les dades a Wikidata |
|        | estany de Baix de Baciver        | Naut Aran Alt Àneu                 | llac glacial             | Llarg: 492m Ample: 155m Superfície: 5.5ha                                    | 42° 41′ 50″ N, 0° 58′ 58″ E / 42.697182°N,0.982694°E Circ de Baciver 2125 msnm                      |           | Estany de Baix de Baciver       | Modifica les dades a Wikidata |
|        | estany de la Restanca            | Naut Aran                          | llac glacial embassament | Llarg: 367m Ample: 238m Superfície: 6.7ha Volum: 0.81hm³ Conca: 5.43km²      | 42° 38′ 03″ N, 0° 51′ 11″ E / 42.634216°N,0.853103°E capçalera de Valarties 2003 msnm               |           | Era Restanca                    | Modifica les dades a Wikidata |
|        | lac de Saslòsses                 | Naut Aran                          | llac glacial             | Llarg: 241m Ample: 180m Superfície: 3.27ha                                   | 42° 38′ 02″ N, 0° 53′ 36″ E / 42.633756°N,0.893395°E capçalera de Valarties 2159 msnm               |           | Lac de Saslòsses                | Modifica les dades a Wikidata |
|        | lac de Sendrosa de Naut          | Naut Aran                          | llac glacial             | Llarg: 286m Ample: 128m Superfície: 3.29ha                                   | 42° 38′ 17″ N, 0° 57′ 11″ E / 42.638069°N,0.953156°E Circ de Saboredo 2246 msnm                     |           | Lac de Sendrosa de Naut         | Modifica les dades a Wikidata |

## masia
| imatge | Nom                   | Ubicat a  | instància de | Detalls | coordenades                                                          | Protecció | Commons (més fotos) | Dades a WD                    |
| ------ | --------------------- | --------- | ------------ | ------- | -------------------------------------------------------------------- | --------- | ------------------- | ----------------------------- |
|        | Bòrda de Lacreu       | Naut Aran | masia        |         | 42° 39′ 40″ N, 0° 55′ 15″ E / 42.6612482455278°N,0.920718227701697°E |           |                     | Modifica les dades a Wikidata |
|        | Bòrda de Montadí      | Naut Aran | masia        |         | 42° 41′ 02″ N, 0° 54′ 56″ E / 42.68396°N,0.91555°E                   |           |                     | Modifica les dades a Wikidata |
|        | Bòrda de Servat       | Naut Aran | masia        |         | 42° 40′ 45″ N, 0° 54′ 42″ E / 42.679129587972°N,0.91180210823943°E   |           |                     | Modifica les dades a Wikidata |
|        | Bòrda de Viu          | Naut Aran | masia        |         | 42° 45′ 30″ N, 1° 01′ 36″ E / 42.7583350965067°N,1.02672307014481°E  |           |                     | Modifica les dades a Wikidata |
|        | Bòrda dera Ribèra     | Naut Aran | masia        |         | 42° 44′ 00″ N, 0° 54′ 56″ E / 42.73333°N,0.91542°E                   |           |                     | Modifica les dades a Wikidata |
|        | Bòrda des de Hoishina | Naut Aran | masia        |         | 42° 40′ 49″ N, 0° 55′ 04″ E / 42.680140605896°N,0.91787062812817°E   |           |                     | Modifica les dades a Wikidata |
|        | Bòrda des de Lassús   | Naut Aran | masia        |         | 42° 44′ 23″ N, 0° 54′ 43″ E / 42.73978°N,0.91183°E                   |           |                     | Modifica les dades a Wikidata |
|        | Bòrda des de Longà    | Naut Aran | masia        |         | 42° 42′ 33″ N, 0° 52′ 42″ E / 42.70918°N,0.87835°E                   |           |                     | Modifica les dades a Wikidata |
|        | Bòrda des de Peró     | Naut Aran | masia        |         | 42° 44′ 19″ N, 0° 54′ 43″ E / 42.7387°N,0.91205°E                    |           |                     | Modifica les dades a Wikidata |
|        | Bòrdes dera Artiga    | Naut Aran | masia        |         | 42° 40′ 05″ N, 0° 52′ 14″ E / 42.6679288494656°N,0.870672726814843°E |           |                     | Modifica les dades a Wikidata |
|        | Bòrdes deth Ressèc    | Naut Aran | masia        |         | 42° 39′ 31″ N, 0° 52′ 14″ E / 42.6585876368682°N,0.870515797034259°E |           |                     | Modifica les dades a Wikidata |
|        | Casa Doctor           | Naut Aran | masia        |         | 42° 42′ 06″ N, 0° 52′ 18″ E / 42.7016455073975°N,0.871730264077712°E |           |                     | Modifica les dades a Wikidata |
|        | Chalet de Bofilh      | Naut Aran | masia        |         | 42° 42′ 08″ N, 0° 55′ 41″ E / 42.702354855499°N,0.928076089087979°E  |           |                     | Modifica les dades a Wikidata |
|        | Chalet de Heus        | Naut Aran | masia        |         | 42° 42′ 08″ N, 0° 55′ 38″ E / 42.7021580770466°N,0.927154734310089°E |           |                     | Modifica les dades a Wikidata |
|        | Chalet der Obago      | Naut Aran | masia        |         | 42° 42′ 32″ N, 0° 54′ 16″ E / 42.7087578027647°N,0.904345619089939°E |           |                     | Modifica les dades a Wikidata |
|        | Era Productòra        | Naut Aran | masia        |         | 42° 37′ 42″ N, 0° 55′ 39″ E / 42.6283470150129°N,0.927374898635609°E |           |                     | Modifica les dades a Wikidata |
|        | Es Planhères          | Naut Aran | masia        |         | 42° 39′ 47″ N, 0° 52′ 02″ E / 42.662998876298°N,0.86719706805052°E   |           |                     | Modifica les dades a Wikidata |
|        | Es de Cabau           | Naut Aran | masia        |         | 42° 45′ 12″ N, 0° 58′ 58″ E / 42.7534337472825°N,0.982656840324153°E |           |                     | Modifica les dades a Wikidata |
|        | Pleta d'Espiargo      | Naut Aran | masia        |         | 42° 42′ 47″ N, 0° 50′ 45″ E / 42.713028928187°N,0.84594607404453°E   |           |                     | Modifica les dades a Wikidata |
|        | Çò de Joangran        | Montgarri | masia        |         | 42° 45′ 39″ N, 1° 00′ 11″ E / 42.760903749417°N,1.0031560412952°E    |           |                     | Modifica les dades a Wikidata |

## menhir
| imatge | Nom           | Ubicat a  | instància de | Detalls | coordenades                                                          | Protecció | Commons (més fotos) | Dades a WD                    |
| ------ | ------------- | --------- | ------------ | ------- | -------------------------------------------------------------------- | --------- | ------------------- | ----------------------------- |
|        | Pèira Arroja  | Naut Aran | menhir       |         | 42° 43′ 21″ N, 0° 57′ 32″ E / 42.7224491818631°N,0.958880745354445°E |           |                     | Modifica les dades a Wikidata |
|        | Pèira Hicada  | Naut Aran | menhir       |         | 42° 42′ 37″ N, 0° 56′ 56″ E / 42.7102124136336°N,0.948866081738167°E |           |                     | Modifica les dades a Wikidata |
|        | Pèira Hilhòla | Naut Aran | menhir       |         | 42° 43′ 44″ N, 0° 57′ 53″ E / 42.7289029233921°N,0.964788528837662°E |           |                     | Modifica les dades a Wikidata |

## molí d'aigua
| imatge | Nom                  | Ubicat a  | instància de | Detalls                                  | coordenades                                                                              | Protecció                                  | Commons (més fotos)  | Dades a WD                    |
| ------ | -------------------- | --------- | ------------ | ---------------------------------------- | ---------------------------------------------------------------------------------------- | ------------------------------------------ | -------------------- | ----------------------------- |
|        | Era Mòla d'Unha      | Naut Aran | molí d'aigua | Estil: arquitectura popular              | 42° 42′ 41″ N, 0° 54′ 15″ E / 42.7115°N,0.904172°E                                       | bé cultural d'interès local                |                      | Modifica les dades a Wikidata |
|        | Mòla de Portolà      | Arties    | molí d'aigua | Estil: arquitectura popular              | 42° 42′ 01″ N, 0° 52′ 30″ E / 42.7002°N,0.874925°E oc:C. dera Mòla                       | bé cultural d'interès local                | Mòla de Portolà      | Modifica les dades a Wikidata |
|        | era Mòla de Bagergue | Naut Aran | molí d'aigua | Estil: arquitectura popular 18th century | 42° 43′ 03″ N, 0° 54′ 49″ E / 42.7175°N,0.913608°E oc:Camí dera Mòla, Bagergue 1375 msnm | bé integrant del patrimoni cultural català | Era Mòla de Bagergue | Modifica les dades a Wikidata |

## muntanya
| imatge | Nom                                      | Ubicat a                            | instància de                        | Detalls | coordenades | Protecció | Commons (més fotos)                 | Dades a WD                    |
| ------ | ---------------------------------------- | ----------------------------------- | ----------------------------------- | ------- | --- | --------- | ----------------------------------- | ----------------------------- |
|        | Agulhes deth Montardo                    | Naut Aran                           | muntanya                            |         | 42° 38′ 09″ N, 0° 52′ 10″ E / 42.63585639°N,0.8693675°E                                                                 |           |                                     | Modifica les dades a Wikidata |
|        | Besiberri Nord                           | la Vall de Boí Vilaller Naut Aran   | muntanya                            |         | 42° 36′ 19″ N, 0° 49′ 35″ E / 42.6052569802°N,0.826303718072°E 3008 msnm                                                |           | Besiberri Nord                      | Modifica les dades a Wikidata |
|        | Cap de Crabèra                           | Naut Aran                           | muntanya                            |         | 42° 43′ 46″ N, 0° 53′ 28″ E / 42.7295°N,0.891086°E 2300.7 msnm                                                          |           | Cap de Crabèra                      | Modifica les dades a Wikidata |
|        | Cap de Vaquèira                          | Naut Aran Alt Àneu                  | muntanya                            |         | 42° 41′ 31″ N, 0° 58′ 27″ E / 42.69189722°N,0.97419444°E 2491 msnm                                                      |           | Cap de Vaquèira                     | Modifica les dades a Wikidata |
|        | Cap dera Sèrra                           | Naut Aran                           | muntanya                            |         | 42° 43′ 15″ N, 0° 56′ 27″ E / 42.72094167°N,0.94090833°E 2247.5 msnm                                                    |           |                                     | Modifica les dades a Wikidata |
|        | Cap des Clòsos                           | Naut Aran                           | muntanya                            |         | 42° 44′ 50″ N, 0° 55′ 59″ E / 42.74715278°N,0.93314722°E 2414.4 msnm                                                    |           |                                     | Modifica les dades a Wikidata |
|        | Cap des Ticòs                            | Naut Aran                           | muntanya                            |         | 42° 45′ 02″ N, 0° 54′ 24″ E / 42.75054556°N,0.90678889°E 2014.6 msnm                                                    |           |                                     | Modifica les dades a Wikidata |
|        | Cap deth Solan                           | Naut Aran                           | muntanya                            |         | 42° 42′ 47″ N, 0° 55′ 52″ E / 42.713°N,0.931142°E 2068.2 msnm                                                           |           |                                     | Modifica les dades a Wikidata |
|        | Era Roqueta                              | Naut Aran                           | muntanya                            |         | 42° 42′ 41″ N, 0° 55′ 39″ E / 42.7115°N,0.927547°E 1975 msnm                                                            |           |                                     | Modifica les dades a Wikidata |
|        | Escòrnacrabes                            | Naut Aran Alt Àneu                  | muntanya carena                     |         | 42° 41′ 02″ N, 0° 59′ 12″ E / 42.68391556°N,0.98653889°E massís de Beret 2613 msnm                                      |           | Escòrnacrabes                       | Modifica les dades a Wikidata |
|        | Gran Tuc de Colomèrs                     | la Vall de Boí Naut Aran Espot      | muntanya                            |         | 42° 35′ 22″ N, 0° 56′ 16″ E / 42.589389693°N,0.93780698965°E Circ de Colomèrs Colomers d'Espot 2933 msnm                |           | Gran Tuc de Colomèrs                | Modifica les dades a Wikidata |
|        | Malh de Bolard                           | Naut Aran Santenh                   | muntanya àrea protegida Natura 2000 |         | 42° 48′ 21″ N, 0° 57′ 38″ E / 42.805808°N,0.96045°E 2753 msnm                                                           |           |                                     | Modifica les dades a Wikidata |
|        | Malh des Vivèrs                          | Naut Aran                           | muntanya                            |         | 42° 41′ 08″ N, 0° 51′ 11″ E / 42.68558417°N,0.85301389°E 2154 msnm                                                      |           | Malh des Vivèrs                     | Modifica les dades a Wikidata |
|        | Malhs de Rius                            | Vielha e Mijaran Naut Aran          | muntanya                            |         | 42° 38′ 38″ N, 0° 48′ 30″ E / 42.643787°N,0.80824°E 2634 msnm                                                           |           | Malhs de Rius                       | Modifica les dades a Wikidata |
|        | Montardo                                 | Naut Aran                           | muntanya                            |         | 42° 38′ 00″ N, 0° 52′ 31″ E / 42.6333280573°N,0.875353350552°E capçalera de Valarties 2833 msnm                         |           | Montardo                            | Modifica les dades a Wikidata |
|        | Montardo Petit                           | Naut Aran la Vall de Boí            | muntanya                            |         | 42° 37′ 53″ N, 0° 52′ 36″ E / 42.6313°N,0.876786°E capçalera de Caldes capçalera de Valarties 2781 msnm                 |           | Montardo Petit                      | Modifica les dades a Wikidata |
|        | Monte Calvo (berg i Spanien, Katalonien) | Naut Aran                           | muntanya                            |         | 42° 43′ 18″ N, 0° 52′ 18″ E / 42.721666666667°N,0.87166666666667°E                                                      |           |                                     | Modifica les dades a Wikidata |
|        | Pic de Marimanya                         | Naut Aran Alt Àneu                  | muntanya                            |         | 42° 42′ 33″ N, 1° 00′ 44″ E / 42.709242624°N,1.01233231492°E 2679 2679.2 msnm                                           |           | Tuc de Marimanha                    | Modifica les dades a Wikidata |
|        | Pic de Rosari de Baciver                 | Naut Aran Alt Àneu                  | muntanya                            |         | 42° 42′ 33″ N, 1° 01′ 15″ E / 42.70913333°N,1.02085°E massís de Beret 2617 msnm                                         |           | Pic de Rosari de Baciver            | Modifica les dades a Wikidata |
|        | Poi d'Unha                               | Naut Aran                           | muntanya                            |         | 42° 43′ 21″ N, 0° 53′ 52″ E / 42.72243889°N,0.89770278°E 2220.5 msnm                                                    |           | Poi d'Unha                          | Modifica les dades a Wikidata |
|        | Pujoalbo                                 | Naut Aran Vielha e Mijaran          | muntanya                            |         | 42° 39′ 19″ N, 0° 50′ 25″ E / 42.655205°N,0.840139°E 2504 msnm                                                          |           | Pujoalbo                            | Modifica les dades a Wikidata |
|        | Punta d'Harlé                            | la Vall de Boí Naut Aran            | muntanya                            |         | 42° 36′ 37″ N, 0° 50′ 33″ E / 42.6104008216°N,0.842595085439°E capçalera de Caldes capçalera de Valarties 2885 msnm     |           | Punta d'Harlé                       | Modifica les dades a Wikidata |
|        | Pèira Blanca                             | Naut Aran                           | muntanya                            |         | 42° 42′ 17″ N, 0° 51′ 14″ E / 42.70467778°N,0.85402222°E 1431.6 msnm                                                    |           |                                     | Modifica les dades a Wikidata |
|        | Teso dera Mina                           | Naut Aran                           | muntanya                            |         | 42° 40′ 37″ N, 0° 58′ 50″ E / 42.67686944°N,0.98050278°E 2412.3 msnm                                                    |           |                                     | Modifica les dades a Wikidata |
|        | Ticò Blanc                               | Naut Aran                           | muntanya                            |         | 42° 40′ 22″ N, 0° 53′ 52″ E / 42.6728°N,0.897881°E 2161.7 msnm                                                          |           |                                     | Modifica les dades a Wikidata |
|        | Tossau de Mar                            | Naut Aran                           | muntanya                            |         | 42° 37′ 49″ N, 0° 49′ 44″ E / 42.63029682°N,0.82896879°E capçalera de Valarties 2750 msnm                               |           | Tossau de Mar                       | Modifica les dades a Wikidata |
|        | Tuc Gran de Sendrosa                     | Naut Aran                           | muntanya                            |         | 42° 37′ 26″ N, 0° 56′ 49″ E / 42.6239250652°N,0.946848989161°E 2703 msnm                                                |           | Tuc Gran de Sendrosa                | Modifica les dades a Wikidata |
|        | Tuc Nere                                 | Arties e Garòs Naut Aran            | muntanya                            |         | 42° 44′ 52″ N, 0° 51′ 35″ E / 42.74777222°N,0.85980833°E 2506.9 msnm                                                    |           |                                     | Modifica les dades a Wikidata |
|        | Tuc d'Arenho                             | Naut Aran Vielha e Mijaran          | muntanya                            |         | 42° 44′ 11″ N, 0° 52′ 11″ E / 42.7363°N,0.869733°E 2524 msnm                                                            |           | Tuc d'Arenho                        | Modifica les dades a Wikidata |
|        | Tuc d'Òrla                               | Naut Aran                           | muntanya                            |         | 42° 47′ 14″ N, 0° 58′ 58″ E / 42.78727222°N,0.98273056°E ca:al nord de Montgarri 2632 msnm                              |           | Tuc d'Òrla                          | Modifica les dades a Wikidata |
|        | Tuc de Barlonguèra                       | Naut Aran Bonac e Irasenh           | muntanya                            |         | 42° 47′ 19″ N, 1° 00′ 35″ E / 42.7885699239°N,1.0098439898°E 2802 msnm                                                  |           | Tuc de Barlonguèra                  | Modifica les dades a Wikidata |
|        | Tuc de Colomèrs                          | Naut Aran                           | muntanya                            |         | 42° 47′ 37″ N, 0° 56′ 10″ E / 42.79360556°N,0.93598972°E 2650.6 msnm                                                    |           |                                     | Modifica les dades a Wikidata |
|        | Tuc de Comenge                           | Naut Aran                           | muntanya                            |         | 42° 48′ 11″ N, 0° 54′ 08″ E / 42.80305°N,0.90233861°E 2583.3 msnm                                                       |           |                                     | Modifica les dades a Wikidata |
|        | Tuc de Conangles                         | Naut Aran Vielha e Mijaran          | muntanya                            |         | 42° 37′ 37″ N, 0° 48′ 18″ E / 42.62691389°N,0.8051°E 2784 msnm                                                          |           | Tuc de Conangles                    | Modifica les dades a Wikidata |
|        | Tuc de Costarjàs                         | Naut Aran                           | muntanya                            |         | 42° 44′ 10″ N, 0° 56′ 09″ E / 42.7361°N,0.935704°E 2337 msnm                                                            |           |                                     | Modifica les dades a Wikidata |
|        | Tuc de Gurièr                            | Naut Aran                           | muntanya                            |         | 42° 47′ 15″ N, 0° 59′ 36″ E / 42.78740278°N,0.99323889°E 2518.8 msnm                                                    |           |                                     | Modifica les dades a Wikidata |
|        | Tuc de Lhuçà                             | la Vall de Boí Naut Aran            | muntanya                            |         | 42° 36′ 37″ N, 0° 54′ 04″ E / 42.6102917642°N,0.901177564183°E Circ de Colomèrs 2778 msnm                               |           | Tuc de Lhuçà                        | Modifica les dades a Wikidata |
|        | Tuc de Maria Casteràs                    | Naut Aran                           | muntanya                            |         | 42° 42′ 24″ N, 0° 56′ 31″ E / 42.7068°N,0.941892°E 1914.9 msnm                                                          |           |                                     | Modifica les dades a Wikidata |
|        | Tuc de Mauberme                          | Naut Aran Santenh                   | muntanya                            |         | 42° 47′ 37″ N, 0° 55′ 02″ E / 42.7937464428°N,0.917142208298°E 2882 msnm                                                |           | Tuc de Maubèrme                     | Modifica les dades a Wikidata |
|        | Tuc de Parros                            | Naut Aran                           | muntanya                            |         | 42° 46′ 04″ N, 0° 55′ 59″ E / 42.767776°N,0.933047°E 2731 msnm                                                          |           | Tuc de Parros                       | Modifica les dades a Wikidata |
|        | Tuc de Pishader                          | Naut Aran                           | muntanya                            |         | 42° 37′ 50″ N, 0° 56′ 51″ E / 42.630532°N,0.94762°E Circ de Colomèrs Circ de Saboredo 2538 msnm                         |           | Tuc de Pishader                     | Modifica les dades a Wikidata |
|        | Tuc de Pèdescauç                         | Naut Aran                           | muntanya                            |         | 42° 44′ 52″ N, 0° 56′ 45″ E / 42.7479°N,0.945911°E 2373.8 msnm                                                          |           |                                     | Modifica les dades a Wikidata |
|        | Tuc de Pòdo                              | Naut Aran                           | muntanya                            |         | 42° 35′ 52″ N, 0° 56′ 09″ E / 42.59785833°N,0.93591972°E Circ de Colomèrs 2728.8 msnm                                   |           | Tuc de Pòdo                         | Modifica les dades a Wikidata |
|        | Tuc de Ratera                            | Naut Aran Espot                     | muntanya                            |         | 42° 36′ 04″ N, 0° 57′ 13″ E / 42.6012245847°N,0.953482311716°E 2861 msnm                                                |           | Tuc de Ratera                       | Modifica les dades a Wikidata |
|        | Tuc de Ribereta                          | la Vall de Boí Naut Aran            | muntanya                            |         | 42° 37′ 34″ N, 0° 53′ 43″ E / 42.626145°N,0.89524°E capçalera de Caldes capçalera de Valarties 2676 msnm                |           | Tuc de Ribereta                     | Modifica les dades a Wikidata |
|        | Tuc de Salana                            | Naut Aran                           | muntanya                            |         | 42° 38′ 49″ N, 0° 54′ 30″ E / 42.646875°N,0.908438°E 2485 msnm                                                          |           | Tuc de Salana                       | Modifica les dades a Wikidata |
|        | Tuc de Sarrahèra                         | Vielha e Mijaran Naut Aran          | muntanya                            |         | 42° 38′ 39″ N, 0° 47′ 47″ E / 42.644251°N,0.796356°E capçalera de Valarties 2634 msnm                                   |           | Tuc de Sarrahèra                    | Modifica les dades a Wikidata |
|        | Tuc de Saslòsses                         | Naut Aran                           | muntanya                            |         | 42° 37′ 56″ N, 0° 54′ 01″ E / 42.6322°N,0.900355°E 2530.3 msnm                                                          |           | Tuc de Saslòsses                    | Modifica les dades a Wikidata |
|        | Tuc de Tarterau                          | Naut Aran                           | muntanya                            |         | 42° 48′ 06″ N, 0° 54′ 15″ E / 42.8018°N,0.904239°E 2641.1 msnm                                                          |           | Tuc de Tarterau                     | Modifica les dades a Wikidata |
|        | Tuc de Vacivèr                           | Naut Aran                           | muntanya                            |         | 42° 42′ 45″ N, 0° 59′ 30″ E / 42.712633°N,0.991789°E massís de Beret 2645 msnm                                          |           | Tuc de Vacivèr                      | Modifica les dades a Wikidata |
|        | Tuc der Ombrèr                           | Naut Aran Vielha e Mijaran          | muntanya                            |         | 42° 43′ 15″ N, 0° 50′ 49″ E / 42.7209°N,0.846847°E 2258 msnm                                                            |           | Tuc der Ombrèr                      | Modifica les dades a Wikidata |
|        | Tuc dera Canau de Rius                   | Naut Aran Vilaller                  | muntanya                            |         | 42° 36′ 39″ N, 0° 49′ 19″ E / 42.6108°N,0.821894°E 2812.8 msnm                                                          |           |                                     | Modifica les dades a Wikidata |
|        | Tuc dera Gireta                          | Naut Aran                           | muntanya                            |         | 42° 47′ 06″ N, 1° 01′ 55″ E / 42.78502889°N,1.03196944°E 2593.1 msnm                                                    |           |                                     | Modifica les dades a Wikidata |
|        | Tuc dera Montanheta                      | Naut Aran                           | muntanya                            |         | 42° 40′ 23″ N, 0° 56′ 34″ E / 42.67303333°N,0.94275278°E 2086 msnm                                                      |           | Tuc dera Montanheta                 | Modifica les dades a Wikidata |
|        | Tuc dera Pincèla                         | Vielha e Mijaran Naut Aran          | muntanya                            |         | 42° 44′ 34″ N, 0° 52′ 32″ E / 42.7428629004°N,0.875683713178°E 2536 msnm                                                |           | Tuc dera Pincèla                    | Modifica les dades a Wikidata |
|        | Tuc des Arcoïls                          | Naut Aran                           | muntanya                            |         | 42° 41′ 11″ N, 0° 58′ 14″ E / 42.68642222°N,0.97057222°E 2286.5 msnm                                                    |           |                                     | Modifica les dades a Wikidata |
|        | Tuc des Bandolèrs                        | Naut Aran                           | muntanya                            |         | 42° 46′ 20″ N, 0° 59′ 20″ E / 42.77217222°N,0.98897222°E 2331.2 msnm                                                    |           |                                     | Modifica les dades a Wikidata |
|        | Tuc des Cingles                          | Naut Aran                           | muntanya                            |         | 42° 47′ 51″ N, 0° 58′ 25″ E / 42.79750278°N,0.97373056°E 2594.5 msnm                                                    |           |                                     | Modifica les dades a Wikidata |
|        | Tuc des Estanhets                        | Naut Aran Vilaller Vielha e Mijaran | muntanya                            |         | 42° 37′ 09″ N, 0° 48′ 25″ E / 42.61923528°N,0.80698889°E 2887 msnm                                                      |           | Tuc des Estanhets                   | Modifica les dades a Wikidata |
|        | Tuc des Monges                           | la Vall de Boí Naut Aran            | muntanya                            |         | 42° 37′ 21″ N, 0° 51′ 58″ E / 42.622386°N,0.866017°E capçalera de Caldes Circ de Restanca 2699 msnm                     |           | Tuc des Monges                      | Modifica les dades a Wikidata |
|        | Tuc deth Miei                            | Naut Aran                           | muntanya                            |         | 42° 44′ 21″ N, 0° 56′ 58″ E / 42.73929167°N,0.949375°E 2257.6 msnm                                                      |           |                                     | Modifica les dades a Wikidata |
|        | Tuc deth Ossau                           | Naut Aran                           | muntanya                            |         | 42° 44′ 17″ N, 0° 59′ 46″ E / 42.738°N,0.99611°E 42° 44′ 11″ N, 0° 59′ 54″ E / 42.736323°N,0.998471°E                   |           | Tuc deth Dossau                     | Modifica les dades a Wikidata |
|        | Tuca dera Aubeta                         | Naut Aran Vielha e Mijaran          | muntanya                            |         | 42° 38′ 52″ N, 0° 50′ 14″ E / 42.64778611°N,0.83726389°E Sèrra de Rius 2487 msnm                                        |           | Tuca dera Aubeta                    | Modifica les dades a Wikidata |
|        | Tumeneia                                 | la Vall de Boí Naut Aran            | muntanya                            |         | 42° 37′ 05″ N, 0° 51′ 07″ E / 42.617972222222°N,0.85186111111111°E capçalera de Caldes capçalera de Valarties 2783 msnm |           | Tumeneia                            | Modifica les dades a Wikidata |
|        | agulha deth Gran Tuc                     | la Vall de Boí Naut Aran            | muntanya                            |         | 42° 35′ 30″ N, 0° 56′ 06″ E / 42.591658°N,0.934899°E Circ de Colomèrs vall de Contraix 2857 msnm                        |           | Agulha deth Gran Tuc                | Modifica les dades a Wikidata |
|        | agulhes deth Pòrt                        | la Vall de Boí Naut Aran            | muntanya                            |         | 42° 37′ 38″ N, 0° 53′ 13″ E / 42.6272°N,0.886914°E capçalera de Caldes capçalera de Valarties 2658 msnm                 |           | Agulhes deth Pòrt                   | Modifica les dades a Wikidata |
|        | el Pa de Sucre                           | la Vall de Boí Naut Aran            | muntanya                            |         | 42° 36′ 49″ N, 0° 50′ 47″ E / 42.61354722°N,0.84643889°E capçalera de Caldes capçalera de Valarties 2863 msnm           |           | Pa de sucre                         | Modifica les dades a Wikidata |
|        | la Creu de Colomèrs                      | la Vall de Boí Naut Aran            | muntanya                            |         | 42° 35′ 36″ N, 0° 55′ 04″ E / 42.5933°N,0.917881°E Circ de Colomèrs vall de Contraix vall de Colieto 2895 msnm          |           | La Creu de Colomèrs                 | Modifica les dades a Wikidata |
|        | mussol de Tumeneia                       | la Vall de Boí Naut Aran            | muntanya                            |         | 42° 36′ 47″ N, 0° 50′ 42″ E / 42.61314444°N,0.84502222°E el Pa de Sucre 2832 msnm                                       |           | Mussol de Tumeneia                  | Modifica les dades a Wikidata |
|        | pic Nord de Travessani                   | la Vall de Boí Naut Aran            | muntanya                            |         | 42° 36′ 42″ N, 0° 53′ 43″ E / 42.61164722°N,0.89522778°E Circ de Colomèrs 2736 msnm                                     |           | Pic Nord de Travessani              | Modifica les dades a Wikidata |
|        | pic Oriental                             | la Vall de Boí Naut Aran            | muntanya                            |         | 42° 35′ 31″ N, 0° 55′ 28″ E / 42.59183333°N,0.92452778°E Circ de Colomèrs vall de Contraix 2862 msnm                    |           | Pic Oriental de la Creu de Colomèrs | Modifica les dades a Wikidata |
|        | pic de la Tallada Llarga                 | la Vall de Boí Naut Aran            | muntanya                            |         | 42° 36′ 27″ N, 0° 54′ 27″ E / 42.60763611°N,0.90761944°E Circ de Colomèrs 2748 msnm                                     |           | Pic de la Tallada Llarga            | Modifica les dades a Wikidata |
|        | serra de Vilac                           | Vielha e Mijaran Naut Aran          | muntanya                            |         | 42° 43′ 31″ N, 0° 50′ 59″ E / 42.72515°N,0.84986°E                                                                      |           |                                     | Modifica les dades a Wikidata |
|        | tuc Blanc                                | la Vall de Boí Naut Aran            | muntanya                            |         | 42° 35′ 28″ N, 0° 55′ 50″ E / 42.591017°N,0.930535°E Circ de Colomèrs vall de Contraix 2879 msnm                        |           | Tuc Blanc                           | Modifica les dades a Wikidata |
|        | tuc de Balaguera                         | Naut Aran la Vall de Boí            | muntanya                            |         | 42° 36′ 29″ N, 0° 54′ 32″ E / 42.608°N,0.908861°E Circ de Colomèrs 2752 msnm                                            |           | Tuc de Balaguera                    | Modifica les dades a Wikidata |
|        | tuc de Montoliu                          | Naut Aran                           | muntanya                            |         | 42° 47′ 00″ N, 0° 56′ 10″ E / 42.783425°N,0.936075°E 2691 msnm                                                          |           | Tuc de Montoliu                     | Modifica les dades a Wikidata |
|        | tuc de Sanèla                            | Vielha e Mijaran Naut Aran          | muntanya                            |         | 42° 43′ 03″ N, 0° 50′ 04″ E / 42.71748667°N,0.834565°E 2178 msnm                                                        |           | Bonh de Garòs                       | Modifica les dades a Wikidata |
|        | tuc de Saumet                            | Naut Aran                           | muntanya                            |         | 42° 42′ 30″ N, 0° 58′ 51″ E / 42.708319°N,0.980895°E massís de Beret 2461 msnm                                          |           | Tuc de Saumet                       | Modifica les dades a Wikidata |
|        | tuc de Sendrosa                          | Naut Aran                           | muntanya                            |         | 42° 38′ 54″ N, 0° 56′ 48″ E / 42.64843056°N,0.94674444°E 2482 msnm                                                      |           | Tuc de Sendrosa                     | Modifica les dades a Wikidata |
|        | tuc de Serreta                           | la Vall de Boí Naut Aran            | muntanya                            |         | 42° 36′ 24″ N, 0° 54′ 44″ E / 42.6068°N,0.912214°E Circ de Colomèrs 2746 msnm                                           |           | Tuc de Serreta                      | Modifica les dades a Wikidata |
|        | tuc del Bergús                           | Espot Naut Aran                     | muntanya                            |         | 42° 35′ 39″ N, 0° 57′ 10″ E / 42.59422222°N,0.95280556°E Circ de Colomèrs Colomers d'Espot 2843 msnm                    |           | Tuc del Bergús                      | Modifica les dades a Wikidata |
|        | tuc der Òme                              | Arieja Naut Aran                    | muntanya                            |         | 42° 47′ 20″ N, 0° 56′ 07″ E / 42.78885556°N,0.9351575°E 2732 msnm                                                       |           | Tuc der Òme                         | Modifica les dades a Wikidata |
|        | tuc des Crabes                           | Naut Aran                           | muntanya                            |         | 42° 46′ 58″ N, 0° 54′ 54″ E / 42.782886°N,0.915123°E 2620 msnm                                                          |           | Tuc des Crabes                      | Modifica les dades a Wikidata |
|        | tuc deth Cap deth Pòrt de Caldes         | la Vall de Boí Naut Aran            | muntanya                            |         | 42° 37′ 24″ N, 0° 53′ 47″ E / 42.62332222°N,0.89650556°E Circ de Colomèrs capçalera de Caldes 2671 msnm                 |           | Tuc deth Cap deth Pòrt de Caldes    | Modifica les dades a Wikidata |
|        | tuc deth Pòrt                            | la Vall de Boí Naut Aran            | muntanya                            |         | 42° 36′ 58″ N, 0° 53′ 40″ E / 42.6162°N,0.894558°E Circ de Colomèrs capçalera de Caldes 2783 msnm                       |           | Tuc deth Pòrt                       | Modifica les dades a Wikidata |
|        | tuca de Betren                           | Vielha e Mijaran Naut Aran          | muntanya                            |         | 42° 38′ 42″ N, 0° 49′ 13″ E / 42.64493056°N,0.82028611°E Sèrra de Rius 2518 msnm                                        |           |                                     | Modifica les dades a Wikidata |
|        | tuqueta deth Pòrt de Colomèrs            | la Vall de Boí Naut Aran            | muntanya                            |         | 42° 35′ 44″ N, 0° 55′ 02″ E / 42.59568056°N,0.91714444°E Circ de Colomèrs 2798 msnm                                     |           | Tuqueta deth Pòrt de Colomèrs       | Modifica les dades a Wikidata |

## pedrera
| imatge | Nom                    | Ubicat a  | instància de | Detalls | coordenades                                                          | Protecció | Commons (més fotos) | Dades a WD                    |
| ------ | ---------------------- | --------- | ------------ | ------- | -------------------------------------------------------------------- | --------- | ------------------- | ----------------------------- |
|        | Ròca de Santa Cristina | Naut Aran | pedrera      |         | 42° 42′ 13″ N, 0° 52′ 46″ E / 42.7036069169657°N,0.879404043401888°E |           |                     | Modifica les dades a Wikidata |
|        | Tartèrs de Locampo     | Naut Aran | pedrera      |         | 42° 37′ 47″ N, 0° 57′ 29″ E / 42.6297085352114°N,0.958049013037392°E |           |                     | Modifica les dades a Wikidata |

## pont
| imatge | Nom                  | Ubicat a  | instància de | Detalls                                 | coordenades                                                              | Protecció                                  | Commons (més fotos)           | Dades a WD                    |
| ------ | -------------------- | --------- | ------------ | --------------------------------------- | ------------------------------------------------------------------------ | ------------------------------------------ | ----------------------------- | ----------------------------- |
|        | Pont d'Unha          | Naut Aran | pont         | Estil: arquitectura popular             | 42° 42′ 41″ N, 0° 54′ 18″ E / 42.711387°N,0.904964°E                     | bé integrant del patrimoni cultural català |                               | Modifica les dades a Wikidata |
|        | Pont de la Capella   | Naut Aran | pont         | Travessa: Garona                        | 42° 42′ 03″ N, 0° 54′ 56″ E / 42.700846°N,0.915473°E ca:Carrèr deth Pont | bé integrant del patrimoni cultural català | Pont de la Capella (Tredòs)   | Modifica les dades a Wikidata |
|        | Pont del Garona      | Naut Aran | pont         |                                         | 42° 41′ 59″ N, 0° 52′ 21″ E / 42.699722°N,0.872516°E                     | bé integrant del patrimoni cultural català |                               | Modifica les dades a Wikidata |
|        | Pontet de Casarilh   | Naut Aran | pont         |                                         | 42° 41′ 55″ N, 0° 50′ 25″ E / 42.6986883185182°N,0.840284558058914°E     |                                            |                               | Modifica les dades a Wikidata |
|        | Pontet de Rius       | Naut Aran | pont         |                                         | 42° 38′ 33″ N, 0° 51′ 12″ E / 42.6424440928546°N,0.853294952543678°E     |                                            |                               | Modifica les dades a Wikidata |
|        | Pontet de Ruda       | Naut Aran | pont         |                                         | 42° 41′ 14″ N, 0° 56′ 40″ E / 42.6873510874435°N,0.944492048528513°E     |                                            |                               | Modifica les dades a Wikidata |
|        | Pònt d'Aiguanera     | Naut Aran | pont         |                                         | 42° 40′ 59″ N, 0° 52′ 29″ E / 42.6831125250683°N,0.874609041772628°E     |                                            |                               | Modifica les dades a Wikidata |
|        | Pònt de Baish        | Naut Aran | pont         |                                         | 42° 41′ 47″ N, 0° 55′ 54″ E / 42.69648738115°N,0.931774971695862°E       |                                            |                               | Modifica les dades a Wikidata |
|        | Pònt de Cabau        | Naut Aran | pont         |                                         | 42° 45′ 13″ N, 0° 58′ 54″ E / 42.7536678777653°N,0.981635035564037°E     |                                            |                               | Modifica les dades a Wikidata |
|        | Pònt de Garona       | Naut Aran | pont         |                                         | 42° 41′ 57″ N, 0° 50′ 39″ E / 42.6992762304355°N,0.844244177121087°E     |                                            |                               | Modifica les dades a Wikidata |
|        | Pònt de Locampo      | Naut Aran | pont         |                                         | 42° 39′ 23″ N, 0° 58′ 12″ E / 42.6563792866123°N,0.970059760902111°E     |                                            |                               | Modifica les dades a Wikidata |
|        | Pònt de Loseron      | Naut Aran | pont         |                                         | 42° 39′ 22″ N, 0° 53′ 01″ E / 42.6560475580779°N,0.88359566430754°E      |                                            |                               | Modifica les dades a Wikidata |
|        | Pònt de Marimanha    | Naut Aran | pont         |                                         | 42° 45′ 25″ N, 1° 01′ 50″ E / 42.756917163029°N,1.03066627039604°E       |                                            |                               | Modifica les dades a Wikidata |
|        | Pònt de Poladères    | Naut Aran | pont         |                                         | 42° 41′ 55″ N, 0° 50′ 45″ E / 42.6985224658407°N,0.845820737242142°E     |                                            |                               | Modifica les dades a Wikidata |
|        | Pònt de Salardú      | Naut Aran | pont         | Travessa: Garona                        | 42° 42′ 20″ N, 0° 54′ 16″ E / 42.705616524227°N,0.904426908862014°E      |                                            |                               | Modifica les dades a Wikidata |
|        | Pònt de Valarties    | Naut Aran | pont         |                                         | 42° 41′ 40″ N, 0° 52′ 21″ E / 42.6944629673028°N,0.872402916246558°E     |                                            |                               | Modifica les dades a Wikidata |
|        | Pònt dera Glèisa     | Naut Aran | pont         | Travessa: Noguera Pallaresa             | 42° 45′ 32″ N, 0° 59′ 41″ E / 42.7588969804729°N,0.994797720710131°E     |                                            |                               | Modifica les dades a Wikidata |
|        | Pònt dera Montanheta | Naut Aran | pont         |                                         | 42° 38′ 17″ N, 0° 55′ 45″ E / 42.6379899021148°N,0.929274558726896°E     |                                            |                               | Modifica les dades a Wikidata |
|        | Pònt des Banhs       | Naut Aran | pont         |                                         | 42° 39′ 25″ N, 0° 55′ 37″ E / 42.6569645021132°N,0.926826989126813°E     |                                            |                               | Modifica les dades a Wikidata |
|        | Pònt deth Porquèr    | Naut Aran | pont         | Travessa: Noguera Pallaresa             | 42° 45′ 38″ N, 1° 00′ 24″ E / 42.7605918579058°N,1.00676826039298°E      |                                            |                               | Modifica les dades a Wikidata |
|        | Pònt deth Ressèc     | Naut Aran | pont         |                                         | 42° 41′ 55″ N, 0° 55′ 07″ E / 42.6986982701793°N,0.91861401359667°E      |                                            |                               | Modifica les dades a Wikidata |
|        | pont de Valarties    | Naut Aran | pont         | 20th century Travessa: riu de Valarties | 42° 41′ 55″ N, 0° 52′ 18″ E / 42.69857°N,0.871582°E Arties               | bé integrant del patrimoni cultural català | Pont de Valarties (Naut Aran) | Modifica les dades a Wikidata |

## port de muntanya
| imatge | Nom          | Ubicat a          | instància de           | Detalls | coordenades                                                            | Protecció | Commons (més fotos) | Dades a WD                    |
| ------ | ------------ | ----------------- | ---------------------- | ------- | ---------------------------------------------------------------------- | --------- | ------------------- | ----------------------------- |
|        | Pla de Beret | Naut Aran         | port de muntanya plana |         | 42° 42′ 22″ N, 0° 56′ 39″ E / 42.7061°N,0.94417°E 1860 msnm            |           | Pla de Beret        | Modifica les dades a Wikidata |
|        | port d'Urets | Santenh Naut Aran | port de muntanya       |         | 42° 47′ 22″ N, 0° 55′ 34″ E / 42.78944444444444°N,0.9261111111111112°E |           |                     | Modifica les dades a Wikidata |

## refugi de muntanya
| imatge | Nom                       | Ubicat a  | instància de       | Detalls                                             | coordenades | Protecció | Commons (més fotos)     | Dades a WD                    |
| ------ | ------------------------- | --------- | ------------------ | --------------------------------------------------- | --- | --------- | ----------------------- | ----------------------------- |
|        | Cabana Ull de la Garona   | Naut Aran | refugi de muntanya |                                                     | 42° 42′ 37″ N, 0° 56′ 47″ E / 42.710180555556°N,0.94643055555556°E 1867 msnm                                             |           | Cabana Uelh deth Garona | Modifica les dades a Wikidata |
|        | Cabana de Parros          | Naut Aran | refugi de muntanya |                                                     | 42° 45′ 02″ N, 0° 58′ 31″ E / 42.75055556°N,0.97538889°E 1625 msnm                                                       |           | Cabana de Parros        | Modifica les dades a Wikidata |
|        | Refugi d’Eth Ticolet      | Naut Aran | refugi de muntanya | Estat: enderrocat o destruït                        | 42° 40′ 16″ N, 0° 58′ 05″ E / 42.67112°N,0.968015°E port de la Bonaigua 1916 msnm                                        |           | Refugi d’Eth Ticolet    | Modifica les dades a Wikidata |
|        | refugi Juli Soler Santaló | Naut Aran | refugi de muntanya | 1968 Anomenat per: Juli Soler i Santaló             | 42° 42′ 27″ N, 0° 54′ 15″ E / 42.707458333333335°N,0.9042833333333332°E Salardú 1270 msnm                                |           |                         | Modifica les dades a Wikidata |
|        | refugi de Colomers        | Naut Aran | refugi de muntanya | 2008 Hi passa: GR 11 Carros de foc (travessa)       | 42° 37′ 27″ N, 0° 55′ 14″ E / 42.6242°N,0.920556°E ca:riba esquerra de l'estany Major de Colomèrs 2135 msnm              |           | Refugi de Colomers      | Modifica les dades a Wikidata |
|        | refugi de la Restanca     | Naut Aran | refugi de muntanya | 1990-02-12 Hi passa: GR 11 Carros de foc (travessa) | 42° 38′ 05″ N, 0° 51′ 17″ E / 42.63473°N,0.854635°E ca:Des de Pont de Ressèc, per la cabana i pont de Rius 2010 msnm     |           | Refugi de la Restanca   | Modifica les dades a Wikidata |
|        | refugi vell de Colomers   | Naut Aran | refugi de muntanya | 1983-10-16                                          | 42° 37′ 36″ N, 0° 55′ 18″ E / 42.62658333°N,0.92166667°E ca:A ponent de la presa de l'estany Major de Colomèrs 2130 msnm |           | Refugi vell de Colomers | Modifica les dades a Wikidata |

## serra
| imatge | Nom                         | Ubicat a                          | instància de | Detalls       | coordenades | Protecció | Commons (més fotos)  | Dades a WD                    |
| ------ | --------------------------- | --------------------------------- | ------------ | ------------- | --- | --------- | -------------------- | ----------------------------- |
|        | Era Montanheta (Naut Aran)  | Naut Aran                         | serra        |               | 42° 38′ 04″ N, 0° 56′ 08″ E / 42.63433806°N,0.93550056°E 2175 msnm                                                          |           |                      | Modifica les dades a Wikidata |
|        | Mont-romies                 | Naut Aran                         | serra        |               | 42° 41′ 27″ N, 0° 54′ 05″ E / 42.6907°N,0.901515°E 2112 msnm                                                                |           | Mont-romies          | Modifica les dades a Wikidata |
|        | Montanha de Sendrosa de Son | Naut Aran                         | serra        |               | 42° 39′ 11″ N, 0° 57′ 29″ E / 42.65313333°N,0.95819167°E 2482.1 msnm                                                        |           |                      | Modifica les dades a Wikidata |
|        | Montanha de Vaquèira        | Naut Aran                         | serra        |               | 42° 41′ 39″ N, 0° 57′ 30″ E / 42.69404722°N,0.958275°E 2469.6 msnm                                                          |           |                      | Modifica les dades a Wikidata |
|        | Montanha deth Dossau        | Naut Aran                         | serra        |               | 42° 44′ 18″ N, 0° 59′ 47″ E / 42.73826944°N,0.99629167°E 2521.5 msnm                                                        |           |                      | Modifica les dades a Wikidata |
|        | Sarrat dera Gireta          | Naut Aran                         | serra        |               | 42° 46′ 37″ N, 1° 01′ 18″ E / 42.77700278°N,1.02164167°E 2573.5 msnm                                                        |           |                      | Modifica les dades a Wikidata |
|        | Serra de Tumeneia           | la Vall de Boí Naut Aran          | serra        | Llarg: 5.75km | 42° 36′ 19″ N, 0° 49′ 35″ E / 42.60528055555555°N,0.8263055555555555°E 42° 37′ 34″ N, 0° 52′ 32″ E / 42.626195°N,0.875528°E |           | Serra de Tumeneia    | Modifica les dades a Wikidata |
|        | Sèrra d'Espiargo            | Naut Aran                         | serra        |               | 42° 42′ 53″ N, 0° 51′ 01″ E / 42.7148°N,0.850368°E 2258.1 msnm                                                              |           |                      | Modifica les dades a Wikidata |
|        | Sèrra de Cabanon            | Naut Aran                         | serra        |               | 42° 43′ 47″ N, 0° 53′ 26″ E / 42.729589°N,0.890467°E                                                                        |           |                      | Modifica les dades a Wikidata |
|        | Sèrra de Comalada           | Naut Aran                         | serra        |               | 42° 43′ 08″ N, 0° 56′ 27″ E / 42.718887°N,0.940719°E                                                                        |           |                      | Modifica les dades a Wikidata |
|        | Sèrra de Rius               | Naut Aran Vielha e Mijaran        | serra        | Llarg: 7.65km | 42° 39′ 28″ N, 0° 52′ 10″ E / 42.657775°N,0.869364°E 42° 38′ 18″ N, 0° 47′ 22″ E / 42.638432°N,0.789538°E                   |           | Sèrra de Rius        | Modifica les dades a Wikidata |
|        | Sèrra de Sant Martin        | Naut Aran                         | serra        |               | 42° 43′ 21″ N, 0° 52′ 16″ E / 42.72253056°N,0.87118333°E 2349 msnm                                                          |           | Sèrra de Sant Martin | Modifica les dades a Wikidata |
|        | Sèrra de Sauvadies          | Naut Aran                         | serra        |               | 42° 38′ 01″ N, 0° 52′ 51″ E / 42.6335°N,0.880972°E                                                                          |           |                      | Modifica les dades a Wikidata |
|        | Sèrra de Sendrosa           | Naut Aran                         | serra        |               | 42° 38′ 30″ N, 0° 56′ 38″ E / 42.64179444°N,0.94398611°E 2482.1 msnm                                                        |           |                      | Modifica les dades a Wikidata |
|        | Sèrra dera Mòrto            | Naut Aran                         | serra        |               | 42° 45′ 41″ N, 0° 55′ 47″ E / 42.7614°N,0.929814°E 2706.3 msnm                                                              |           |                      | Modifica les dades a Wikidata |
|        | Sèrra des Bandolèrs         | Naut Aran                         | serra        |               | 42° 46′ 20″ N, 0° 59′ 20″ E / 42.77217222°N,0.98897222°E 2331.2 msnm                                                        |           |                      | Modifica les dades a Wikidata |
|        | Sèrra deth Lastoar          | Naut Aran                         | serra        |               | 42° 46′ 49″ N, 0° 57′ 28″ E / 42.7803°N,0.957675°E 2525.2 msnm                                                              |           |                      | Modifica les dades a Wikidata |
|        | Taula de Parros             | Naut Aran                         | serra        |               | 42° 46′ 28″ N, 0° 55′ 53″ E / 42.77438611°N,0.931425°E 2731.2 msnm                                                          |           |                      | Modifica les dades a Wikidata |
|        | massís del Besiberri        | la Vall de Boí Vilaller Naut Aran | serra        | Llarg: 2.1km  | 42° 36′ 01″ N, 0° 49′ 31″ E / 42.600277777778°N,0.82527777777778°E 3029 msnm                                                |           | Massís del Besiberri | Modifica les dades a Wikidata |
|        | montanha de Porèra          | Naut Aran                         | serra        | Llarg: 3.96km | 42° 40′ 54″ N, 0° 55′ 45″ E / 42.6817°N,0.929061°E 2035 msnm                                                                |           | Montanha de Porèra   | Modifica les dades a Wikidata |

## serradora
| imatge | Nom               | Ubicat a  | instància de | Detalls                     | coordenades                                                          | Protecció                   | Commons (més fotos) | Dades a WD                    |
| ------ | ----------------- | --------- | ------------ | --------------------------- | -------------------------------------------------------------------- | --------------------------- | ------------------- | ----------------------------- |
|        | Ressèc de Salardú | Naut Aran | serradora    |                             | 42° 42′ 22″ N, 0° 54′ 11″ E / 42.7060662408334°N,0.902922159463684°E |                             |                     | Modifica les dades a Wikidata |
|        | Ressèc de Tredòs  | Naut Aran | serradora    | Estil: arquitectura popular |                                                                      | bé cultural d'interès local |                     | Modifica les dades a Wikidata |

## vall glacial
| imatge | Nom          | Ubicat a  | instància de | Detalls | coordenades                                          | Protecció | Commons (més fotos) | Dades a WD                    |
| ------ | ------------ | --------- | ------------ | ------- | ---------------------------------------------------- | --------- | ------------------- | ----------------------------- |
|        | Valarties    | Naut Aran | vall glacial |         | 42° 40′ 13″ N, 0° 52′ 23″ E / 42.670279°N,0.873034°E |           | Valarties           | Modifica les dades a Wikidata |
|        | Vall de Rius | Naut Aran | vall glacial |         | 42° 38′ 31″ N, 0° 49′ 55″ E / 42.641839°N,0.831887°E |           | Vall de Rius        | Modifica les dades a Wikidata |
|        | val de Ruda  | Naut Aran | vall glacial |         | 42° 38′ 37″ N, 0° 58′ 19″ E / 42.643725°N,0.971987°E |           | Val de Ruda         | Modifica les dades a Wikidata |

## vèrtex geodèsic
| imatge | Nom      | Ubicat a  | instància de    | Detalls    | coordenades                                                        | Protecció | Commons (més fotos) | Dades a WD                    |
| ------ | -------- | --------- | --------------- | ---------- | ------------------------------------------------------------------ | --------- | ------------------- | ----------------------------- |
|        | Areño    | Naut Aran | vèrtex geodèsic | Alt: 1.13m | 42° 44′ 11″ N, 0° 52′ 11″ E / 42.736357°N,0.869708°E 2522.582 msnm |           |                     | Modifica les dades a Wikidata |
|        | Colomers | Naut Aran | vèrtex geodèsic | Alt: 1.1m  | 42° 35′ 22″ N, 0° 56′ 16″ E / 42.589374°N,0.937804°E 2933.151 msnm |           |                     | Modifica les dades a Wikidata |
|        | Mill     | Naut Aran | vèrtex geodèsic | Alt: 1.18m | 42° 47′ 19″ N, 1° 00′ 36″ E / 42.788536°N,1.009894°E 2801.589 msnm |           |                     | Modifica les dades a Wikidata |
|        | Montardo | Naut Aran | vèrtex geodèsic | Alt: 1.17m | 42° 38′ 00″ N, 0° 52′ 31″ E / 42.633332°N,0.87536°E 2833.104 msnm  |           |                     | Modifica les dades a Wikidata |

## zona humida
| imatge | Nom                                                                        | Ubicat a  | instància de      | Detalls                | coordenades                                                           | Protecció | Commons (més fotos)                                                        | Dades a WD                    |
| ------ | -------------------------------------------------------------------------- | --------- | ----------------- | ---------------------- | --------------------------------------------------------------------- | --------- | -------------------------------------------------------------------------- | ----------------------------- |
|        | Estanhs deth circ Colomèrs: Clòto de Naut, Plan, Pòdo i Ratèra de Colomèrs | Naut Aran | zona humida       |                        | 42° 37′ 16″ N, 0° 55′ 47″ E / 42.621171°N,0.929817°E Circ de Colomèrs |           | Estanhs deth circ Colomèrs: Clòto de Naut, Plan, Pòdo i Ratèra de Colomèrs | Modifica les dades a Wikidata |
|        | bassa Nera d'Aiguamoix                                                     | Naut Aran | zona humida bassa | Llarg: 106m Ample: 61m | 42° 38′ 18″ N, 0° 55′ 27″ E / 42.6382°N,0.924208°E 1889 msnm          |           |                                                                            | Modifica les dades a Wikidata |

## àrea protegida
| imatge | Nom                        | Ubicat a                           | instància de                                  | Detalls                       | coordenades                                                      | Protecció | Commons (més fotos)     | Dades a WD                    |
| ------ | -------------------------- | ---------------------------------- | --------------------------------------------- | ----------------------------- | ---------------------------------------------------------------- | --------- | ----------------------- | ----------------------------- |
|        | Arribèra deth Garona       | Les Canejan Bausen Naut Aran       | àrea protegida Pla d'Espais d'Interès Natural | 1992 Superfície: 213.07908ha  | 42° 49′ 52″ N, 0° 43′ 48″ E / 42.831°N,0.73°E                    |           | Arribèra deth Garona    | Modifica les dades a Wikidata |
|        | Espai natural de Naut Aran | Naut Aran                          | àrea protegida Pla d'Espais d'Interès Natural | 1992 Superfície: 2278.61246ha | 42° 39′ 34″ N, 0° 58′ 04″ E / 42.6595277778°N,0.967730555556°E   |           | Parc de Naut Aran       | Modifica les dades a Wikidata |
|        | Marimanha                  | Naut Aran                          | àrea protegida Pla d'Espais d'Interès Natural | 1992 Superfície: 6606.47791ha | 42° 46′ N, 0° 58′ E / 42.76°N,0.97°E                             |           | Marimanha               | Modifica les dades a Wikidata |
|        | Parc Sant Joan de Toran    | Canejan Vielha e Mijaran Naut Aran | àrea protegida Pla d'Espais d'Interès Natural | 1992 Superfície: 9431.36422ha | 42° 48′ 21″ N, 0° 47′ 50″ E / 42.805827°N,0.797174°E Vall d'Aran |           | Parc Sant Joan de Toran | Modifica les dades a Wikidata |

## Misc
| imatge | Nom                                     | Ubicat a                             | instància de                                                            | Detalls                                                       | coordenades | Protecció                                            | Commons (més fotos)           | Dades a WD                    |
| ------ | --------------------------------------- | ------------------------------------ | ----------------------------------------------------------------------- | ------------------------------------------------------------- | --- | ---------------------------------------------------- | ----------------------------- | ----------------------------- |
|        | Arties e Garòs                          | Naut Aran Arties e Garòs             | entitat municipal descentralitzada                                      | 629 hab                                                       | 42° 42′ 00″ N, 0° 52′ 11″ E / 42.70010278°N,0.86958611°E                                                                        |                                                      | Arties e Garòs                | Modifica les dades a Wikidata |
|        | Baqueira                                | Naut Aran Salardú                    | assentament humà nucli de població nucli d'entitat singular de població | 186 hab                                                       | 42° 41′ 59″ N, 0° 55′ 55″ E / 42.6997°N,0.9319°E 42° 41′ 58″ N, 0° 56′ 04″ E / 42.6995252786251°N,0.934445484245958°E 1480 msnm |                                                      | Baqueira                      | Modifica les dades a Wikidata |
|        | Baqueira-Beret                          | Naut Aran                            | estació d'esquí                                                         | Superfície: 2273ha                                            | 42° 41′ 57″ N, 0° 56′ 48″ E / 42.699166666667°N,0.94666666666667°E 1500 2610 msnm                                               |                                                      | Baqueira-Beret                | Modifica les dades a Wikidata |
|        | Castell d'Arties                        | Arties                               | castell                                                                 |                                                               | 42° 41′ 53″ N, 0° 52′ 14″ E / 42.6981°N,0.870662°E oc:Plaça Sapujo, Arties 1146 msnm                                            | bé d'interès cultural bé cultural d'interès nacional | Arties castle                 | Modifica les dades a Wikidata |
|        | Central d'Arties                        | Arties                               | central hidroelèctrica                                                  |                                                               | 42° 41′ 59″ N, 0° 52′ 36″ E / 42.699777777778°N,0.87675°E 1161.6 msnm                                                           |                                                      | Central d'Arties              | Modifica les dades a Wikidata |
|        | Era Creu                                | Naut Aran                            | creu monumental                                                         |                                                               | 42° 45′ 18″ N, 0° 59′ 14″ E / 42.7551150521887°N,0.987111339518225°E                                                            |                                                      |                               | Modifica les dades a Wikidata |
|        | Garona                                  | Occitània Vall d'Aran Nova Aquitània | riu                                                                     | Desemboca: estuari de la Gironda Llarg: 647km Conca: 56000km² | 42° 37′ 04″ N, 0° 58′ 08″ E / 42.6178°N,0.9689°E 45° 02′ 19″ N, 0° 36′ 40″ O / 45.0386°N,0.6111°O                               |                                                      | Garonne                       | Modifica les dades a Wikidata |
|        | Llinda de porta al carrer de Sant Julià | Naut Aran                            | llinda                                                                  | Estil: arquitectura gòtica 16th century                       | oc:C. Sant Julià, Garòs | bé integrant del patrimoni cultural català           |                               | Modifica les dades a Wikidata |
|        | Mines d'eth Pòrt d'Urets                | Naut Aran                            | mina                                                                    |                                                               | 42° 47′ 10″ N, 0° 55′ 50″ E / 42.786126°N,0.930624°E 2536 msnm                                                                  |                                                      | Mines d'eth Pòrt d'Urets      | Modifica les dades a Wikidata |
|        | Montgarri                               | Naut Aran                            | nucli de població                                                       | 0 hab                                                         | 42° 45′ 38″ N, 1° 00′ 17″ E / 42.760625°N,1.004639°E ca:Camí de Beret a Alòs d'Isil 1645 msnm                                   |                                                      | Montgarri                     | Modifica les dades a Wikidata |
|        | Recinte emmurallat de Salardú           | Naut Aran                            | muralla urbana església necròpolis                                      | Estil: arquitectura popular                                   | 42° 42′ 27″ N, 0° 54′ 07″ E / 42.7075°N,0.90194444444444°E ca:al costat de l'església de Sant Andreu                            | bé d'interès cultural bé cultural d'interès nacional | Recinte emmurallat de Salardú | Modifica les dades a Wikidata |
|        | Telecabina de Baquèira                  | Catalunya Vall d'Aran Naut Aran      | telecabina                                                              | 2005 Llarg: 1250m                                             | 42° 41′ 54″ N, 0° 56′ 44″ E / 42.6983°N,0.94564°E                                                                               |                                                      |                               | Modifica les dades a Wikidata |
|        | Tuta de Perico                          | Naut Aran                            | cova                                                                    |                                                               | 42° 42′ 56″ N, 0° 54′ 26″ E / 42.7156881263901°N,0.907104247444303°E                                                            |                                                      |                               | Modifica les dades a Wikidata |
|        | casa consistorial de Naut Aran          | Naut Aran                            | casa consistorial                                                       |                                                               | 42° 42′ 26″ N, 0° 54′ 09″ E / 42.707185°N,0.9024309°E Salardú                                                                   |                                                      | Town hall of Salardú          | Modifica les dades a Wikidata |
|        | embassament d'Aiguamòg                  | Arties                               | embassament                                                             | Superfície: 9.14ha Volum: 0.56hm³ Conca: 35.7km²              | 42° 41′ 35″ N, 0° 54′ 59″ E / 42.693027777778°N,0.91636111111111°E 1420.74 msnm                                                 |                                                      |                               | Modifica les dades a Wikidata |
|        | massís de Beret                         | Naut Aran Alt Àneu                   | massís                                                                  |                                                               | 42° 42′ 25″ N, 1° 01′ 45″ E / 42.707031°N,1.02921°E 2766 msnm                                                                   |                                                      | Massís de Beret               | Modifica les dades a Wikidata |
|        | presa d'Aiguamòg                        | Arties Tredòs                        | presa de terres Ús: energia hidroelèctrica control de crescudes         | Llarg: 109m Alt: 25.9m                                        | 42° 41′ 38″ N, 0° 54′ 59″ E / 42.693805555556°N,0.91633333333333°E 1423 1396.84 1402 msnm                                       |                                                      | Aiguamòg dam                  | Modifica les dades a Wikidata |
|        | presa dels Llacs Val d'Aran             | Naut Aran                            | presa de gravetat Ús: energia hidroelèctrica regadiu aigua potable      | Llarg: 189m Alt: 25m                                          | 42° 38′ 06″ N, 0° 51′ 13″ E / 42.63506667°N,0.85370833°E 2002 1976.7 msnm                                                       |                                                      |                               | Modifica les dades a Wikidata |